# 松本市の歴史
松本市の歴史（まつもとしのれきし）は、長野県松本市の歴史および年表と、現在の松本市に至るまでの行政区画の変遷について述べる。

## 歴史

### 略史
現在の松本市中心部は、信濃国筑摩郡の一部であった。奈良時代の終わりに、上田から信濃国の国府が遷移し、鎌倉時代には信濃国守護館が置かれた。室町時代に入ると国府の機能は形骸化し廃止されるが、江戸時代には小藩の乱立に加えて天領が細かく入り組む信州に於いて、最大の商業都市であった。明治時代のはじめには筑摩県（長野県の南半分が該当）と旧長野県（長野県の北半分が該当）が統合され旧信濃国が一つの県になった。これにより松本は一県の県庁所在地としての地位は失ったが、大正末期から昭和初期までは長野県の商業の中心地であった。

### 先史・古代
市内の台地、城山、岡田、山辺などには3000年以上前の遺跡があり、その当時から人類が居住していた。弥生時代になると稲作が普及し、田川流域などの低地に渡来人の開拓による集落が広がった。古墳時代の松本は本州東部でも早くから栄えていたことがうかがえ、中山にある弘法山古墳は4世紀のもので東日本最古級とされている。内部からは四獣鏡、鉄剣などが発見された。また、全国で数少ない黒曜石の産出場の1つである和田峠に近かったことも、その繁栄にとって有利に働いたものと思われる。
奈良時代の終わりから平安時代の初期に国府が上田から移転した。国衙の比定地については諸説あるが、いずれも市東部で、惣社説（そうざ）、大村説、山辺説などがあり、中でも惣社が最有力視されている。また奈良時代には朝廷と太いパイプを持つ人物により、束間の湯に行宮（天皇の別荘）を作る計画が持ち上がり、高田新家らが派遣されたが、崩御によって頓挫した。
市内の古刹兎川寺、放光寺、牛伏寺はいずれも飛鳥時代から奈良時代の草創伝承を有する寺院である。兎川寺は聖徳太子、放光寺は行基を伝承上の開基とする。牛伏寺は善光寺へ奉納するための大般若経を運んでいた牛が、この寺の麓で伏せ倒れたことからこの寺号がついたとされ、坂上田村麻呂が再興したという伝承が残っている。
奈良時代には信濃国に16の勅旨牧が置かれ、市内の埴原牧もそのひとつであり、信濃国の牧監庁も併設された。その後は左馬寮の荘園となる。平安時代には特産の梓弓が朝廷へ献上されていた記録がある。初期の荘園としては大野庄や草茂庄が見える。草茂庄は市南部の神林にあり、8世紀に県犬養堅魚麻呂が国司の権限で取得し、後に藤原冬緒が所有することとなった。院政時代になると、寄進地系荘園が乱立し、国衙領は減少することとなった。市中心部は八条院領の捧庄（ささげのしょう）に含まれた。捧庄は捧中村庄、捧北条庄に分立し、鎌倉開幕後、大内惟義が地頭となったが、牧氏事件に連座し、以後は守護領となり、戦国時代には隣の深志郷と共に小笠原氏の所領となった。また新村、和田、島立など奈良井川の西岸が新田開発された。平安時代後期から室町時代にかけて在庁官人制が確立すると、地頭として国衙領の下平田郷を知行した御家人山内首藤時通が介職（国司の介とは異なる）を惣領の通綱に継承した。鎌倉時代の守護北条氏の被官に犬甘郷の深志介知光があり、南北朝時代になると南朝方について反乱を起し、室町時代には小笠原氏家臣の坂西氏が深志介の地位を奪った。その他、判官代高向弘信、波多判官代源盛国、白河判官代の名が見える。

### 中世

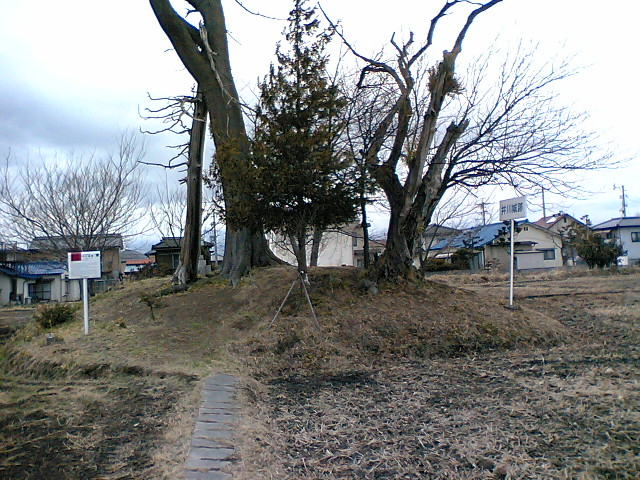
井川城跡

鎌倉時代初期には埴原城が建設された。市南部の神林からは高僧「心地覚心」が誕生した。市北部の島内は犬甘氏が支配しており、犬甘島と呼ばれ盛んに開発された。犬甘氏は犬甘城を現在の城山に建てたが、後述する小笠原氏の家臣となったため犬甘城は小笠原氏の支城となった。建武の新政を巡り、中先代の乱が勃発すると、戦乱によって国衙が焼失した。
南北朝期になると甲斐源氏の一族である小笠原貞宗が国司兼守護職を拝命して松本に入った。小笠原氏は井川に城館を築き、後に井川城と呼ばれるようになった。当時は市東部の山々に山城が多く作られ広沢寺などの寺社も多く建立された。また、市のシンボルである松本城の前身「深志城」は小笠原氏の家臣である島立（しまだて）氏によって築城された。御伽草子のなかに登場するものぐさ太郎はこのころ新村で誕生したとされる。

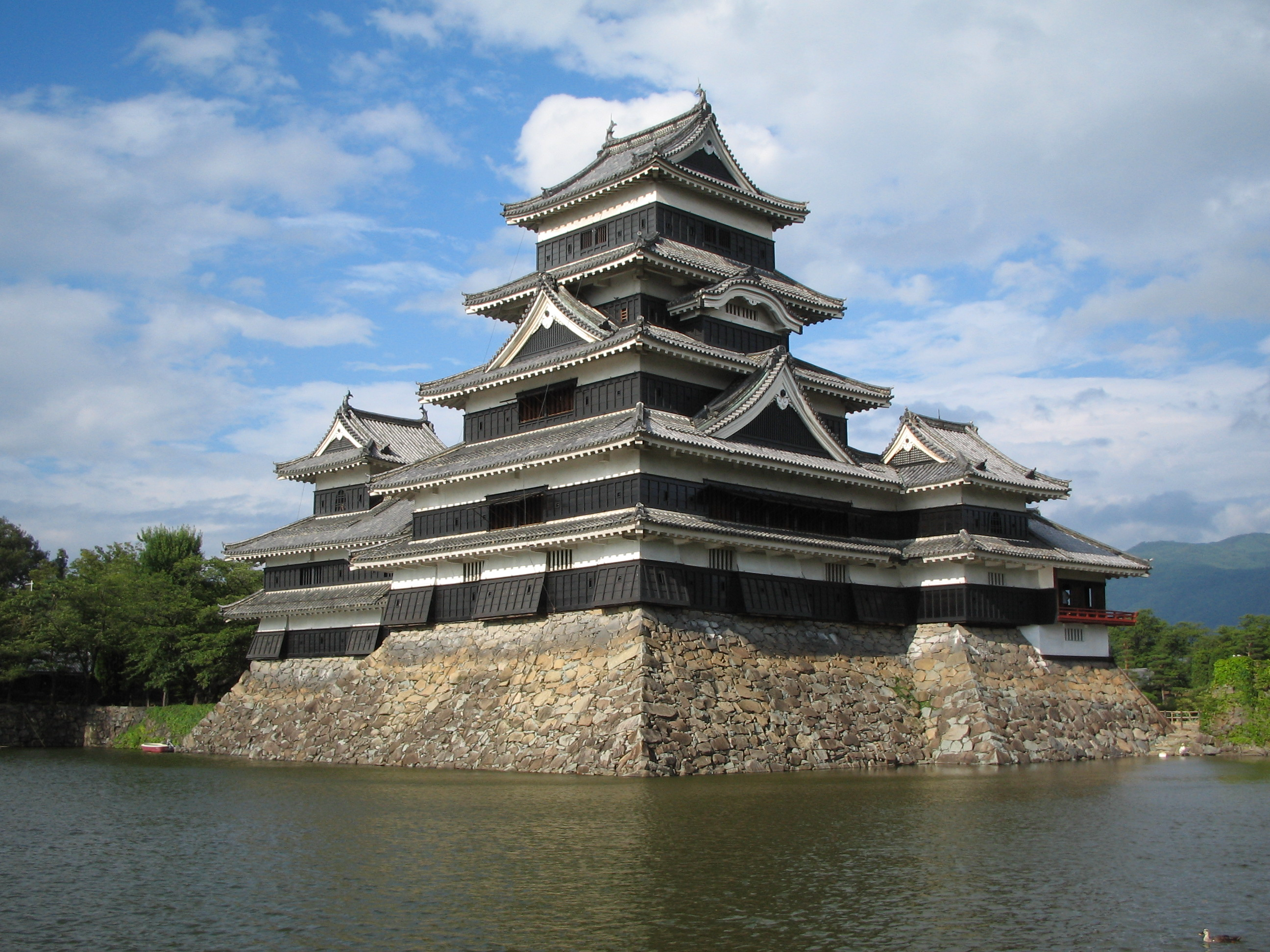
松本城

戦国時代には林城を居城とした小笠原氏が信濃守護となるが、天文年間には甲斐国の武田信玄が信濃侵攻を開始し、小笠原長時は信濃を追放され、市域を含めた信濃一帯は武田氏の領国となる。
天正10年（1582年）、武田氏滅亡後は遺領を巡る天正壬午の乱において小笠原氏が旧領を回復し、同年6月には越後上杉氏の後援を受けた長時の弟・洞雪斎が深志城を奪還した。洞雪斎は上杉氏の傀儡であったと言われ、深志城は徳川家康の後援を受けた長時の子・貞慶により奪還された。この時に深志城が松本城に改名された。

### 近世
1591年（天正19年）に松本藩の藩祖となる石川数正が松本に移封されると、松本城天守閣の建設や城下町の整備に着手した。城下町の整備では親町3町（本町、中町、東町）を中心に整備され、現在の大門沢川付近を流れていたとされる女鳥羽川の流路が大幅に変更された。松本藩は小藩ながら松平家などの徳川将軍家の縁戚が藩主に就いたり、全国に8ヵ所あった銭座のひとつが存在した。江戸時代後期の松本城下の人口は町人が12,000人だったが、武家人口をあわせると2万弱で、当時としては信州最大の商業都市であった。
松本藩の歴代の藩主の家は石川家、小笠原家、戸田家（松平家）、松平家（越前）、堀田家、水野家、戸田家（松平家）であり、前期には藩主の家が次々に変わり、後期には水野氏、戸田氏の長い支配があったことが特徴である。8万石で入部した小笠原家の後、戸田家が7万石で入部すると、1万石の差分が高島藩と高遠藩に5000石ずつ分与され、松本領内に領内に飛び地が発生した。
1642年（寛永19年）以降は水野氏による6代84年の長期政権となる。3代水野忠直の治世下で貞享騒動が発生し、刑死者28名をはじめ、藩民に多数の犠牲者が出た。6代水野忠恒が江戸城内で刃傷沙汰を起こし、改易となる。この出来事は松本町人の間でも関心が高く「水野様御大変」などと呼ばれていた。水野家の家名は叔父の水野忠穀に7000石が与えられたため存続している。
水野氏に変わって、1726年（享保11年）に戸田家（松平家）が再度入封すると、前任者を越える9代144年間の長期政権となった。石高は6万石だが、天領塩尻代官所廃止後には、それに代わって天領の一部を預地として委任され、その実力は10万石相当であったとも言われる。翌年、松本城本丸が火事により焼失。以降、本丸は再建されることはなかった。

### 近代

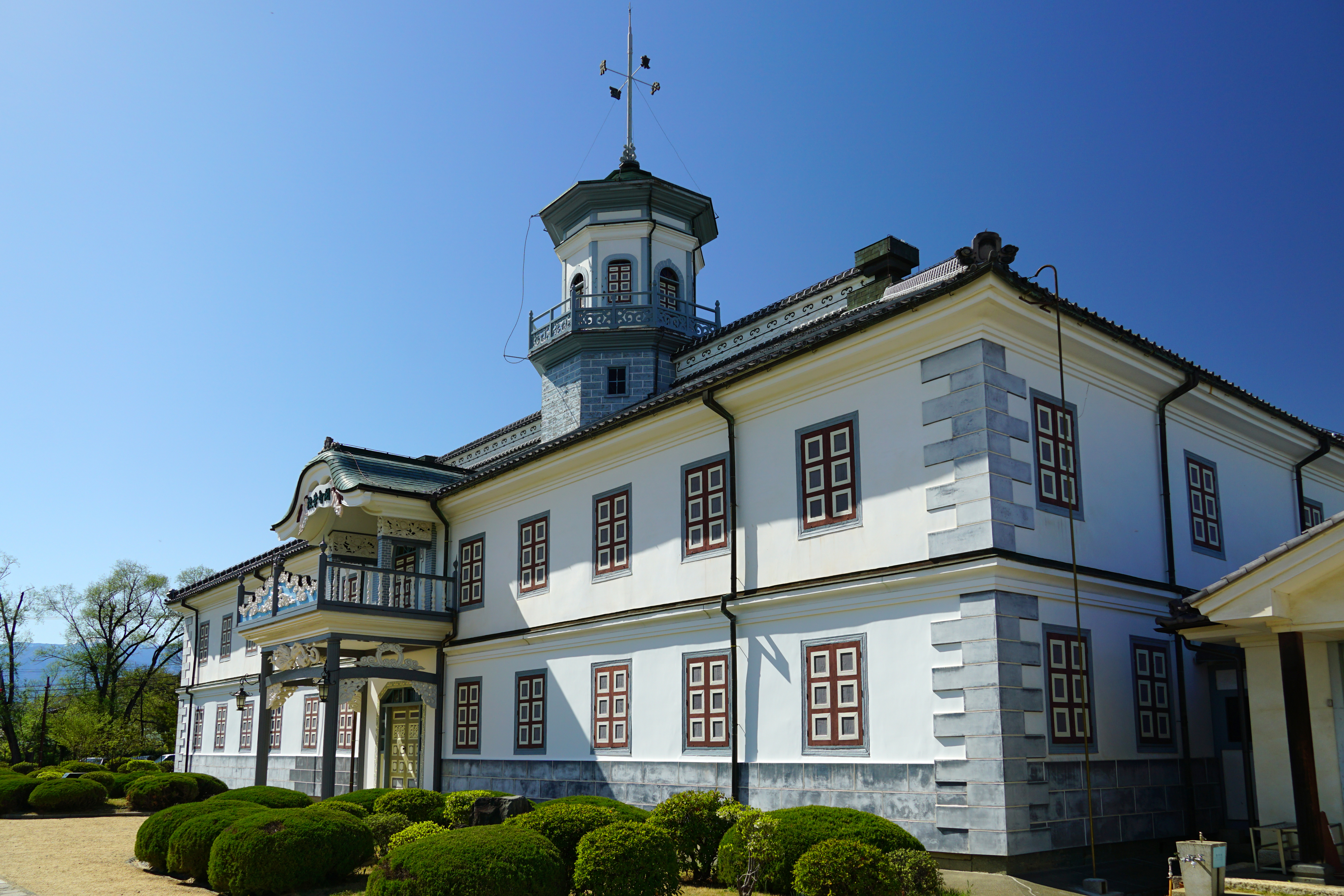
旧開智学校

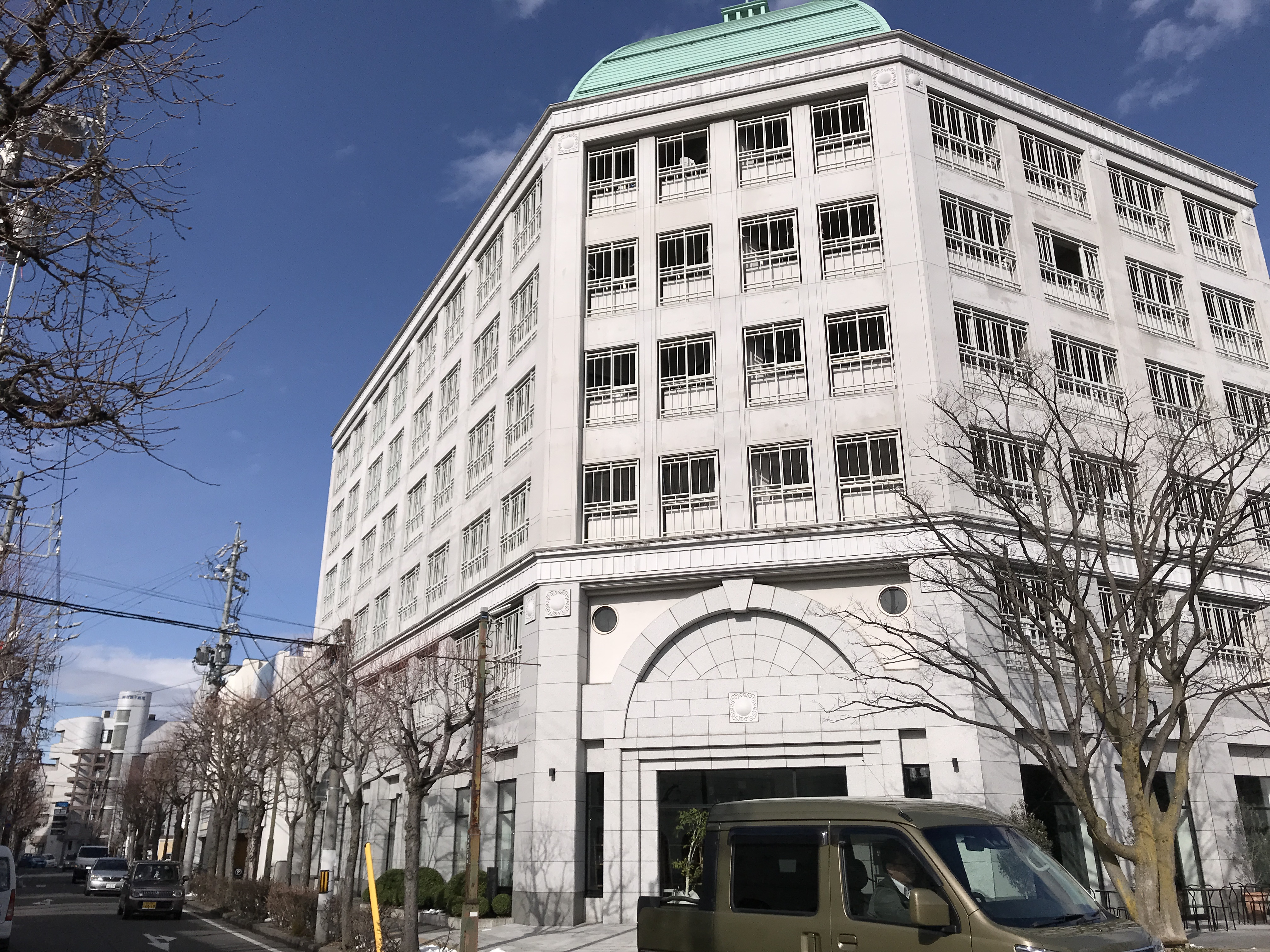
旧松本市庁舎（復元）

1869年（明治2年）、版籍奉還により松本藩主は松本藩知事に就任。この藩知事戸田光則は、水戸学や平田派国学を信奉していたことと、新政府への阿りから、激しい廃仏毀釈を行った。この結果、藩内180か寺の内140か寺が破壊された。このうち天台宗、真言宗の寺院はほぼ全てであったのに対し、浄土真宗は23か寺中僅か3か寺が破壊されたのみであった。これは、正行寺住職を中心とした反対運動によるものである。
1871年8月29日（明治4年7月14日）、廃藩置県により松本藩は松本県になった。その後、12月31日（11月20日）に伊那県、高遠県、高島県、飯田県、名古屋県の信濃国分、高山県（飛騨国）と合併して、松本を県庁所在地とする筑摩県が成立。鹿児島から権令永山盛輝が入り、教育を奨励したため、学校の数が人口の割に多かったとされる。しかし、1876年（明治9年）には、筑摩県庁の焼失により、長野県に編入された。
全国の城が新時代到来により破却されていく中で、松本城でも競売の話が持ち上がったが、市川量造ら地元有力者により買い戻された。資金の調達のために松本城内で博覧会が開かれたこともあった。このころ松本町は女鳥羽川をはさんで北深志町と南深志町に分立した。また開智学校の開闢もこのころである。明治中期から末期には自由民権運動や普通選挙期成運動が高揚した。特に松本は普通選挙期成同盟会が組織され普選運動の嚆矢となったことが特筆される。
1889年（明治22年）、町村制施行により松本町が発足。1897年（明治30年）、内務省へ市制施行を申し出ようとしたが県議会が否決。松本騒擾事件も内務省に市制施行申請を却下される原因となり、市制施行は10年後の1907年（明治40年）に持ち越された。1902年（明治35年）には官設鉄道松本駅が開業した。大正時代には自由教育運動が高揚し、それに対する弾圧として川井訓導事件が発生した。
長野県編入後、県庁所在地の長野市にないものを誘致した結果、1914年（大正3年）に日本銀行松本支店が開業。金融、証券関係の企業が集まるようになる。1919年（大正8年）に松本高等学校が開校。1928年（昭和3年）、松本商業学校（現・松商学園）野球部が甲子園で優勝。第二次世界大戦中の1940年（昭和15年）ごろから、大手企業の工場が疎開し始める。南松本に疎開した宮田製作所（現・モリタ宮田工業）は、その中でも大きなもので3000人以上の従業員を雇用していた。中山や里山辺には地下軍事工場が作られ、朝鮮人労働者や中国工農紅軍の捕虜が動員された。しかし大規模な戦災は免れたため、貴重な文化財が今日も残っている。

### 戦後から現在
昭和の大合併では東筑摩郡13か村を編入合併。一時は人口で長野市に迫る勢いであった。高度経済成長期にまたも分県案が長野県議会で可決されそうになったが、松本・諏訪地区を新産業都市に指定するというところで落ち着いた。新産業都市指定は今日の松本市の工業の原点となった。
長野県は1978年（昭和53年）のやまびこ国体まで一度も国体を開催したことがなかったため、県は国体を誘致することとなった。しかし、やはり開催地をめぐって長野市と争うこととなった。今回は長野市が折れ松本市での開催となった。国体に合わせ松本駅の新築ややまびこ道路（国体道路）の新設、駅前の区画整理などのインフラ整備が行われた。
1994年（平成6年）にオウム真理教による松本サリン事件が発生（オウム真理教事件）。連日新聞の一面を飾り、平成の松本市で起きた出来事の中ではもっとも重大なものである。平成の大合併で東筑摩郡・南安曇郡5町村を編入合併。長野県で最も面積の大きい自治体となった。

### 年表

#### 有史以前
- 紀元前1000年 - 城山などで人々が竪穴建物に住んでいた。
- 4世紀 - 弘法山古墳が完成。

#### 奈良時代
- 685年（天武天皇14年） - 天武天皇が束間の湯[注釈 1]に行宮の建設を計画する（挫折）。
- 701年（大宝元年） - この年に朝廷に梓弓が献上された記録がある（以降たびたび送られた）。
- 奈良時代後半 - 信濃の国府が上田から移転（平安時代の可能性も）。

#### 平安時代
- 872年（貞観14年） - 大野庄や草茂庄が存在していたという記録がある。
- 944年（天慶7年） - 大規模な風害により国衙が倒壊。国司紀文幹が圧死する。
- 平安時代後期 - 牛伏寺の十一面観音像などの諸仏が作られた。この頃在庁官人制が確立した。

#### 鎌倉時代
- 1295年（永仁3年）頃 - 山内（首藤）氏が在庁官人として介職を相伝する。

#### 南北朝時代・室町時代
- 1335年（建武2年3月） - 在庁官人「深志介知光」（犬甘氏）が建武政権に反乱を起こす（「深志」の史料上の初見）。
- 1335年（建武2年7月） - 中先代の乱で国衙が襲撃され国司清原氏が自害。
- 1335年（建武2年9月） - 後任の国司堀河光継が浅間宿に下向する。
- 1336年（延元元年/建武3年） - 深志介知光が北条泰家の挙兵に従う。
- 1340年（興国元年/暦応3年） - 信濃守護小笠原貞宗が守護館「井川館」を置く。
- 1351年（正平6年/観応2年） - 諏訪直頼が放光寺を攻める。
- 1439年（永享11年） - 筑摩神社本殿が完成。
- 1460年（寛正元年） - 山辺に林城が完成。
- 1470年（文明2年） - 坂西氏が諏訪大社上社の御柱立で「府中深志介役」を務める。
- 1500年（明応9年）頃 - 松本城の前身 深志城が林城の支城として築城される。

#### 戦国時代
- 1550年8月27日（天文19年7月15日） - 武田信玄が信濃府中を攻め、信濃守護小笠原長時を追放。深志城に入城。
- 1569年（永禄12年） - 上杉謙信が信濃に塩を送った。
- 1582年（天正10年） - 小笠原貞慶が信濃府中の領有を回復し、瑞祥を以って松本城と改名。
- 1585年（天正13年） - 城下を町割して、城下町の建設を開始。18世紀中ごろに現在の形が完成。
- 1590年（天正18年） - 石川数正が入封し松本藩の藩祖となる。
- 1595年（文禄4年） - 松本城大天守完成。

#### 江戸時代
- 1615年（元和元年） - 四賀地区の金山で鉱山が発見され天領となる。
- 1637年（寛永14年） - 寛永通宝の銭座設置（松本城下ほか全国8箇所）。
- 1686年11月29日（貞享3年10月14日） - 貞享騒動発生。
- 1721年（享保6年） - 城下で塩市が始まる。
- 1724年（享保9年12月） - 「信府統記」完成。
- 1731年（享保16年） - 大雨により女鳥羽川、薄川、田川が決壊。松本町のほとんどが浸水した。
- 宝暦年間（1751年 - 1764年） - 「新町学問所」創設。
- 1776年（安永4年12月） - 中町から「綿屋の火事」発生。約1200軒が燃失。
- 1791年（寛政3年） - 松本城下で地震。推定マグニチュード6。
- 1793年（寛政5年3月）- 藩校「崇教館」開闢。このころ石門心学を講ずる私塾の「友諒舎」も成る。
- 1803年（享和3年1月） - 餌差町から「飴屋の火事」発生。約2000軒が焼失。
- 1814年（文化11年4月） - 伊能忠敬一行の測量を受ける。
- 1865年（元治2年2月） - 博労町から「山城屋の火事」発生。約1200軒が焼失。
- 1867年11月26日（慶応3年11月1日） - 同年夏に東海地方に興った「ええじゃないか」騒動が三州街道や中山道経由で波及し、城下に御札が降った。

#### 明治時代
- 1869年7月27日（明治2年6月19日） - 藩主戸田松平光則が版籍奉還を許可され知藩事となる。
- 1871年8月29日（明治4年7月14日） - 廃藩置県により松本藩が松本県となる（筑摩郡松本町が県庁所在地）。
- 1871年12月31日（明治4年11月20日） - 第1次府県統合により、松本県、伊那県、高島県、高遠県、飯田県、高山県と名古屋県の一部をもって筑摩県となる。
- 1872年（明治5年） - 松本城が競売にかけられるも、市川量造らにより買い戻される。
- 1873年（明治6年） - 開智学校開校。
- 1876年（明治9年）6月19日 - 筑摩県庁が焼失。
- 1876年（明治9年）7月10日 - 旧制松本中学開校[注釈 4]。
- 1876年（明治9年）8月21日 - 第2次府県統合により、筑摩県のうち、信濃国が長野県に、飛騨国が岐阜県に編入。筑摩郡は長野県の所属となる[注釈 5]。
- 1877年（明治10年） - 豪商の大池源重らにより第十四国立銀行発足。
- 1880年（明治13年）4月11日 - 自由民権運動の結社奨匡社結成。
- 1880年（明治13年）6月25日 - 明治天皇巡幸（維新後初の松本訪問）。
- 1891年（明治24年） - 県庁移庁論から松本町民が警察署や東筑摩郡長宅を襲撃（松本騒擾事件）。
- 1897年（明治30年） - 中村太八郎らにより普通選挙期成同盟会発足。
- 明治中期 - 政府が筑摩県復活を画策するも果たせず。
- 1902年（明治35年）6月15日 - 官設鉄道松本駅開業。
- 1902年（明治35年）12月15日 - 篠ノ井線塩尻～篠ノ井間が全通。
- 1905年（明治38年）3月31日 - 帝国陸軍松本歩兵第50連隊編成。
- 1907年（明治40年）5月1日 - 市制施行し松本市が発足する（長野県第2号、全国第61号 同年4月16日内務省告示）。
- 1907年（明治40年）7月 - 松本市会議員選挙が初めて執行される。
- 1908年（明治41年） - 松本商業会議所（現・松本商工会議所）が発足。
- 1908年（明治41年）3月6日 - 松本郵便局が電話交換業務を開始。
- 1908年（明治41年）11月3日 - 陸軍歩兵第50連隊本部が松本に入る。
- 1912年（明治45年）4月22日 - 市内で大規模火災が発生。1464戸が焼失[1]。

#### 大正から第二次大戦まで
- 1913年（大正2年）1月 - 市役所庁舎新築工事が竣工。
- 1913年（大正2年）6月 - 松本城天守閣修理が終わる。
- 1914年（大正3年）7月1日 - 日本銀行松本支店が中央2丁目に開設（全国十番目）。
- 1915年（大正4年）6月6日 - 焼岳噴火により大正池ができる。
- 1916年（大正5年）7月5日 - 信濃鉄道（現・大糸線）松本～信濃大町間が全通。
- 1919年（大正8年）4月 - 旧制松本高等学校が県3丁目に開校（全国九番目）。初代学校長は茨木清二郎。
- 1921年（大正10年）10月2日 - 筑摩鉄道（現・アルピコ交通上高地線）松本～新村間が開通。
- 1922年（大正11年）9月26日 - 筑摩鉄道松本～島々間が全通。
- 1923年（大正12年）11月 - 水道工事が完成し、市内一部に通水開始。
- 1924年（大正13年） - 川井訓導事件。
- 1927年（昭和2年）5月 - 市営病院が開智に新築開業。
- 1932年（昭和7年） - 初めて電灯が灯る。
- 1936年（昭和11年）4月20日 - 松本城天守が国宝保存法に基づき当時の国宝[注釈 6]に指定。
- 1938年（昭和13年）1月6日 - 市章が制定される[2]。
- 1940年（昭和15年）7月31日 - 松本市歌（作詞・高野辰之、作曲・信時潔）を制定。
- 1941年（昭和16年）5月21日 - 帝国陸軍松本歩兵第150連隊編成。
- 1944年（昭和19年）8月1日 - 歩兵第50連隊、北マリアナ諸島テニアン島で玉砕。
- 1944年（昭和19年）9月1日 - 南松本駅開業。
- 1945年（昭和20年）3月2日 - アメリカ軍のB29爆撃機が里山辺に空襲（日本本土空襲）。爆弾を4発投下。

#### 第二次大戦後
- 1945年（昭和20年）9月29日 - 進駐軍先遣隊が進駐。
- 1945年（昭和20年）12月1日 - 松本陸軍病院が国立松本病院と改称。
- 1946年（昭和21年） - 松本市下横田に松本音楽院開設。院長に鈴木鎮一が就任。
- 1947年（昭和22年）10月13日 - 昭和天皇が市内に行幸（昭和天皇の戦後巡幸）。同胞援護会、国立松本病院などを視察。松本城天守閣広場[3]にて奉迎式が行われた。
- 1948年（昭和23年）2月 - 松本市消防本部を設置。
- 1948年（昭和23年）3月7日 - 松本市警察（自治体警察）を設置[注釈 7]。
- 1949年（昭和24年）5月31日 - 学制改革。新制の国立大学として信州大学開校。本部を旭に置く。
- 1950年（昭和25年） - 松本城の昭和の大修理を開始[注釈 8]。
- 1950年（昭和25年）11月25日 - 警察予備隊松本駐屯地（現・陸上自衛隊松本駐屯地）が開設。
- 1951年（昭和26年）5月1日 - 第1管区隊普通科第2連隊が松本駐屯地において編成。
- 1952年（昭和27年）3月 - 松本城天守が文化財保護法に基づき国宝に指定。
- 1952年（昭和27年）4月 - 「街を花いっぱいにする会」が発足。
- 1954年（昭和29年）9月25日 - 第2普通科連隊の一部を基幹として第13普通科連隊が松本駐屯地において編成[注釈 9]。
- 1957年（昭和32年）8月15日 - 大糸線が全線開通。
- 1958年（昭和33年）11月29日 - アメリカユタ州ソルトレイクシティと姉妹都市提携[4]。
- 1959年（昭和34年）5月 - 市役所新庁舎（鉄筋コンクリート5階建）が丸の内に完成。
- 1959年（昭和34年）8月14日 - 台風7号（ジョージア台風）が襲来。翌月の伊勢湾台風と共に災害救助法が適用。
- 1959年（昭和34年）9月 - 市民会館が深志公園内に竣工。
- 1961年（昭和36年）3月 - 開智小学校本館が重要文化財に指定。
- 1961年（昭和36年）7月29日 - 神奈川県藤沢市と姉妹都市提携[5]。
- 1963年（昭和39年）7月12日 - 松本・諏訪地区が新産業都市建設促進法により、新産業都市に指定[注釈 10]。
- 1963年（昭和38年）9月 - 国道19号（松本バイパス）工事が竣工。
- 1964年（昭和39年）5月13日 - 昭和天皇、香淳皇后が第15回全国植樹祭開催に合わせて県内を行幸啓。長野県松本ろう学校などを訪問[6]。
- 1964年（昭和39年）6月 - 美ヶ原高原が国定公園に指定。
- 1965年（昭和40年）7月16日 - 松本空港開港。
- 1966年（昭和41年）11月17日 - 兵庫県姫路市と姉妹都市提携[5]。
- 1969年（昭和44年） - 市役所東庁舎が竣工。
- 1971年（昭和46年）11月1日 - 岐阜県高山市と姉妹都市提携[5]。
- 1974年（昭和49年）9月 - 市の木「あかまつ」、市の花「れんげつつじ」を制定[2]。
- 1976年（昭和51年） - 弘法山古墳が国の史跡に指定。
- 1978年（昭和53年）7月22日 - 国鉄松本駅改築工事が竣工。
- 1978年（昭和53年）10月14日 - やまびこ国体開催。昭和天皇が市内を行幸[7]。
- 1979年（昭和54年） - スズキメソードの創始者・鈴木鎮一を松本市名誉市民に推挙。
- 1980年（昭和55年） - 旧制松本高校が県宝に指定。
- 1981年（昭和56年）4月1日 - ビーナスライン（美ヶ原線）が開通[注釈 11]。
- 1982年（昭和57年） - 長野県企業局松塩水道用水の受水開始。
- 1984年（昭和59年） - 長野県情報技術試験場（長野県工業技術総合センター環境・情報技術部門）開設。
- 1985年（昭和60年） - 音楽文化ホール（ザ・ハーモニーホール）が開館。
- 1986年（昭和61年）11月 - 市内在住の女性が日本で初めて薬害を除いた事例としてAIDSに感染したことを確認。
- 1988年（昭和63年）3月5日 - 長野自動車道松本IC開通[注釈 12]。
- 1988年（昭和63年）10月1日 - 長野エフエム放送開局。

#### 平成時代
- 1989年（平成元年）11月17日 - ネパールカトマンズ市と姉妹都市提携[4]。
- 1991年（平成3年）9月 - 松本市中央図書館竣工。
- 1992年（平成4年）7月26日 - 長野県松本文化会館開館。
- 1992年（平成4年）9月5日 - サイトウ・キネン・フェスティバル開催。
- 1993年（平成5年）3月 - 松本市サッカー場竣工。
- 1993年（平成5年）4月1日 - 松本市消防本部・塩尻市消防本部・南安曇郡消防組合が統合して松本広域消防局が発足。
- 1993年（平成5年）4月 - 国宝松本城400年まつり開催。
- 1993年（平成5年）7月17日 - 信州博覧会開催。
- 1994年（平成6年）6月 - 国際会議観光都市に認定。
- 1994年（平成6年）6月27日 - オウム真理教による松本サリン事件が発生（オウム真理教事件）。
- 1994年（平成6年）7月26日 - 松本空港の改修工事が竣工。ジェット機の運用も可能となる。
- 1994年（平成6年）12月15日 - 国道254号松本トンネル開通。
- 1995年（平成7年）3月21日 - 中国河北省廊坊市と友好都市提携[4]。
- 1996年（平成8年） - 鈴木鎮一記念館が開館。
- 1996年（平成8年）12月 - 馬場家住宅が重要文化財に指定。
- 1998年（平成10年）3月 - 「松本市史」全5巻11冊が刊行。
- 1999年（平成11年）3月 - 史跡松本城太鼓門枡形復元整備落成。
- 1999年（平成11年）3月 - 松本市中央公民館（Mウイング）竣工。
- 2000年（平成12年）11月1日 - 特例市に指定[注釈 13]。
- 2001年（平成13年）4月 - ポイ捨て防止等環境美化に関する条例を施行。
- 2001年（平成13年）10月 - 2001世界岳都都市会議開催。
- 2002年（平成14年）1月 - 松本市役所がISO14001を取得。
- 2002年（平成14年）3月 - 浅間温泉3丁目の墓地から、彼岸の墓参りの火の不始末によって山林火災が発生。約176haを焼失。
- 2002年（平成14年）4月21日 - 松本市美術館が開館。
- 2004年（平成16年）3月 - まつもと市民芸術館竣工式・完成記念式典。
- 2005年（平成17年）5月16日 - スイスグリンデルワルト村と姉妹都市提携[4][注釈 14]。
- 2005年（平成17年）7月 - 安曇地区の国道158号で土砂崩落。
- 2006年（平成18年）2月25日 - 第一回松本検定が行われる。
- 2006年（平成18年）4月 - 松本市歴史の里の全面改修を始める。
- 2006年（平成18年）12月 - 松本市旧司祭館が改修工事完了。
- 2007年（平成19年）3月18日 - 平田駅開業。
- 2007年（平成19年）4月 -  松本駅東西自由通路完成。
- 2007年（平成19年）5月1日 - 市制施行100周年。
- 2007年（平成19年）6月 - 旧制松本高校が市内にある大正時代に建てられた建物としては初めて重要文化財に指定。
- 2011年（平成23年）6月30日 - 長野県中部地震発生。
- 2014年（平成26年）9月 - 松本市文書館竣工。
- 2017年（平成29年）10月 - 第一回松本マラソンが行われる。
- 2018年（平成30年）12月 - 中枢中核都市に選定。

#### 令和時代
- 2019年（令和元年）9月30日 - 旧開智学校が国宝に指定。
- 2020年（令和2年）2月 - 長野県で初の新型コロナウイルス感染症の感染者が発生。
- 2021年（令和3年）4月1日 - 中核市に指定。

## 行政区画の変遷

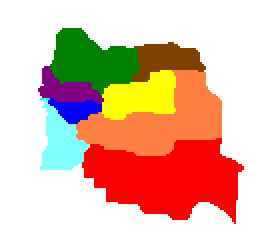
市制直前の松本町域
黄：北深志町 橙：南深志町 茶：桐村 緑：蟻ケ崎村 紫：宮淵村 青：白坂村 水色：渚村 赤：筑摩村の一部

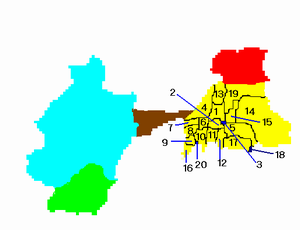
2005年4月現在の松本市域
1.松本町 2.松本村 3.中山村（神田） 4.島内村 5.中山村（神田を除く） 6.島立村 7.新村 8.和田村 9.上林村 10.笹賀村 11.芳川村 12.寿村 13.岡田村 14.入山辺村 15.里山辺村 16.今井村 17.片丘村（北内田） 18.片丘村（南内田のうち欠の湯） 19.本郷村 20.塩尻市（洗馬の一部、現・空港東） 赤：四賀村 青：安曇村 緑：奈川村 茶：梓川村

### 市制施行前
旧町村名は「角川日本地名大辞典 20 長野県」によった。
- 1872年（明治5年）3月 - 筑摩県筑摩郡桐原分が改称して桐村となる。
- 1872年（明治5年）9月 - 筑摩県筑摩郡松本分が桐村に合併。
- 1875年（明治8年）1月23日 - 筑摩県筑摩郡庄内村・征矢野村・埋橋村・中林村・筑摩村・三才村・小島村・鎌田村が合併して筑摩村となる。
- 1875年（明治8年）1月28日 - 筑摩県筑摩郡渚村・白板村・宮淵村・蟻ケ崎村・桐村が合併して深志村となる。
- 1875年（明治8年）2月18日 - 筑摩県筑摩郡松本城下が北深志町（1番丁 - 5番丁が主に武家町、6番丁 - 11番丁が主に寺院町・町人町）と南深志町（主に町人町）に再編。
  - 北深志37町：地蔵清水町、葵馬場町、土井尻町、大名町、大柳町、小柳町（以上が1番丁）、新町、袋町、捨堀町、片端町、出居番町、上土町（以上が2番丁）、六九町、西堀町、鷹匠町、北馬場町、田町、新田町（以上が3番丁）、徒士町、旗町、西町、堂町、同心町、口張町（以上が4番丁）、萩町、天白町、中之丁、東之丁、下町、下々町（以上が5番町）、安原町（6番丁）、和泉町（7番丁）、東町（8番丁）、鍛冶町（9番丁）、下横田町（10番丁）、上横田町（11番丁）
  - 南深志7町：本町（1番丁）、博労町（2番丁）、伊勢町（3番丁）、中町（4番丁）、飯田町（5番丁）、小池町（6番丁）、宮村町（7番丁）
- 1876年（明治9年）8月21日 - 筑摩村・深志村・北深志町・南深志町が長野県の所属となる。
- 1879年（明治12年）1月4日 - 郡区町村編制法の施行により、筑摩村・深志村・北深志町・南深志町が東筑摩郡の所属となる。
- 1881年（明治14年）6月24日 - 東筑摩郡深志村が分割して渚村・白板村・宮淵村・蟻ケ崎村・桐村となる。
- 1881年（明治14年）7月5日 - 東筑摩郡北深志町・南深志町が松本を冠称。
- 1889年（明治22年）4月1日 - 町村制の施行により、東筑摩郡松本南深志町・松本北深志町・桐村・蟻ケ崎村・宮淵村・白板村・渚村および筑摩村の一部（庄内・埋橋・中林・筑摩・三才および小島の一部[注釈 15]）の区域をもって東筑摩郡松本町が発足。
  - 筑摩村の残部（征矢野・鎌田および小島の一部[注釈 16]）は松本村の一部となる。
- 1907年（明治40年）4月30日 - 面積12.17km2、人口31,866人。

### 市制施行後
市町村の掲載順は松本市の公式文書に用いられるものと同じにした。
- 1907年（明治40年）5月1日 - 東筑摩郡松本町が単独で市制施行して松本市が発足。長野県では2番目。（12.17km2）
- 1925年（大正14年）2月1日 - 東筑摩郡松本村を編入。（18.80km2）
- 1943年（昭和18年）4月1日 - 東筑摩郡中山村の一部（神田区）を編入。（19.87km2）
- 1954年（昭和29年）4月1日 - 東筑摩郡島内村・中山村・島立村を編入。（61.71km2）
- 1954年（昭和29年）8月1日 - 東筑摩郡新村・和田村・神林村・笹賀村・芳川村・寿村・岡田村・入山辺村・里山辺村・今井村を編入。（214.85km2）
- 1960年（昭和35年）4月1日 - 塩尻市の一部（旧・東筑摩郡片丘村北内田区）を編入。（226.14km2）
- 1961年（昭和36年）4月1日 - 塩尻市の一部（旧・東筑摩郡片丘村南内田区の一部[注釈 17]）を編入。（226.20km2）
- 1974年（昭和49年）5月1日 - 東筑摩郡本郷村を編入。（264.30km2）
- 1982年（昭和58年）4月1日 - 塩尻市洗馬の一部[注釈 18]を編入。（265.87km2）
- 2005年（平成17年）3月1日 - 面積265.87km2、人口208,513人。
- 2005年（平成17年）4月1日 - 東筑摩郡四賀村・南安曇郡安曇村・奈川村・梓川村を編入。（919.35km2）
- 2010年（平成22年）3月30日 - 東筑摩郡波田町を編入。（978.77km2）

### 変遷表
現在の松本市域は筑摩郡の北部、安曇郡の南部にあたる。明治12年（1879年）1月4日の郡区町村編制法施行時に筑摩郡のうち奈川村は西筑摩郡（現・木曽郡）、奈川を除く大部分は東筑摩郡、安曇郡の全域は南安曇郡となった。松本市発足以降に本市に編入された自治体については各郡および各町村の項目を参照されたい。
| 旧 郡       | 明治以前     | 明治以前     | 明治初年 - 明治6年     | 明治初年 - 明治6年     | 明治7年 - 明治11年             | 明治12年 - 明治22年                    | 明治22年 4月1日 町村制施行 | 明治22年 - 昭和19年        | 昭和20年 - 昭和29年         | 昭和30年 - 昭和34年                    | 昭和35年 - 昭和39年          | 昭和40年 - 昭和64年         | 平成元年 - 現在              | 現在   |
| ----------- | ------------ | ------------ | ---------------------- | ---------------------- | ------------------------------ | -------------------------------------- | -------------------------- | -------------------------- | --------------------------- | -------------------------------------- | ---------------------------- | --------------------------- | ---------------------------- | ------ |
| 東 筑 摩 郡 | 下波田村     | 下波田村     | 下波田村               | 下波田村               | 明治8年1月23日 波多村          | 波多村                                 | 波多村                     | 昭和8年2月16日 改称 波田村 | 波田村                      | 波田村                                 | 波田村                       | 昭和48年4月1日 町制 波田町  | 平成22年3月31日 松本市に編入 | 松本市 |
| 東 筑 摩 郡 | 三溝村       | 三溝村       | 三溝村                 | 三溝村                 | 明治8年1月23日 波多村          | 波多村                                 | 波多村                     | 昭和8年2月16日 改称 波田村 | 波田村                      | 波田村                                 | 波田村                       | 昭和48年4月1日 町制 波田町  | 平成22年3月31日 松本市に編入 | 松本市 |
| 東 筑 摩 郡 | 上波田村     | 上波田村     | 上波田村               | 上波田村               | 明治8年1月23日 波多村          | 波多村                                 | 波多村                     | 昭和8年2月16日 改称 波田村 | 波田村                      | 波田村                                 | 波田村                       | 昭和48年4月1日 町制 波田町  | 平成22年3月31日 松本市に編入 | 松本市 |
| 東 筑 摩 郡 | 小曾部村     | 一部         | 小曾部村               | 小曾部村               | 明治8年1月23日 洗馬村          | 洗馬村                                 | 洗馬村                     | 洗馬村                     | 洗馬村                      | 洗馬村                                 | 昭和36年6月28日 塩尻市に編入 | 昭和57年4月1日 松本市に編入 | 松本市                       | 松本市 |
| 東 筑 摩 郡 | 南内田村     | 一部         | 南内田村               | 南内田村               | 片丘村                         | 片丘村                                 | 片丘村                     | 片丘村                     | 片丘村                      | 昭和34年4月1日 塩尻市                  | 昭和36年4月1日 松本市に編入  | 松本市                      | 松本市                       | 松本市 |
| 東 筑 摩 郡 | 北内田村     | 北内田村     | 北内田村               | 北内田村               | 片丘村                         | 片丘村                                 | 片丘村                     | 片丘村                     | 片丘村                      | 昭和34年4月1日 塩尻市                  | 昭和35年4月1日 松本市に編入  | 松本市                      | 松本市                       | 松本市 |
| 南 安 曇 郡 | 青島村       | 青島村       | 青島村                 | 青島村                 | 明治7年10月25日 島内村         | 明治12年7月1日 所属変更 東筑摩郡島内村 | 島内村                     | 島内村                     | 島内村                      | 昭和29年4月1日 松本市に編入            | 松本市                       | 松本市                      | 松本市                       | 松本市 |
| 南 安 曇 郡 | 町村         | 町村         | 町村                   | 町村                   | 明治7年10月25日 島内村         | 明治12年7月1日 所属変更 東筑摩郡島内村 | 島内村                     | 島内村                     | 島内村                      | 昭和29年4月1日 松本市に編入            | 松本市                       | 松本市                      | 松本市                       | 松本市 |
| 南 安 曇 郡 | 上平瀬村     | 上平瀬村     | 上平瀬村               | 上平瀬村               | 明治7年10月25日 島内村         | 明治12年7月1日 所属変更 東筑摩郡島内村 | 島内村                     | 島内村                     | 島内村                      | 昭和29年4月1日 松本市に編入            | 松本市                       | 松本市                      | 松本市                       | 松本市 |
| 南 安 曇 郡 | 下平瀬村     | 下平瀬村     | 下平瀬村               | 下平瀬村               | 明治7年10月25日 島内村         | 明治12年7月1日 所属変更 東筑摩郡島内村 | 島内村                     | 島内村                     | 島内村                      | 昭和29年4月1日 松本市に編入            | 松本市                       | 松本市                      | 松本市                       | 松本市 |
| 南 安 曇 郡 | 北中村       | 北中村       | 北中村                 | 北中村                 | 明治7年10月25日 島内村         | 明治12年7月1日 所属変更 東筑摩郡島内村 | 島内村                     | 島内村                     | 島内村                      | 昭和29年4月1日 松本市に編入            | 松本市                       | 松本市                      | 松本市                       | 松本市 |
| 南 安 曇 郡 | 南中村       | 南中村       | 南中村                 | 南中村                 | 明治7年10月25日 島内村         | 明治12年7月1日 所属変更 東筑摩郡島内村 | 島内村                     | 島内村                     | 島内村                      | 昭和29年4月1日 松本市に編入            | 松本市                       | 松本市                      | 松本市                       | 松本市 |
| 南 安 曇 郡 | 北方村       | 北方村       | 北方村                 | 北方村                 | 明治7年10月25日 島内村         | 明治12年7月1日 所属変更 東筑摩郡島内村 | 島内村                     | 島内村                     | 島内村                      | 昭和29年4月1日 松本市に編入            | 松本市                       | 松本市                      | 松本市                       | 松本市 |
| 南 安 曇 郡 | 東方村       | 東方村       | 東方村                 | 東方村                 | 明治7年10月25日 島内村         | 明治12年7月1日 所属変更 東筑摩郡島内村 | 島内村                     | 島内村                     | 島内村                      | 昭和29年4月1日 松本市に編入            | 松本市                       | 松本市                      | 松本市                       | 松本市 |
| 南 安 曇 郡 | 高松村       | 高松村       | 高松村                 | 高松村                 | 明治7年10月25日 島内村         | 明治12年7月1日 所属変更 東筑摩郡島内村 | 島内村                     | 島内村                     | 島内村                      | 昭和29年4月1日 松本市に編入            | 松本市                       | 松本市                      | 松本市                       | 松本市 |
| 南 安 曇 郡 | 小宮村       | 小宮村       | 小宮村                 | 小宮村                 | 明治7年10月25日 島内村         | 明治12年7月1日 所属変更 東筑摩郡島内村 | 島内村                     | 島内村                     | 島内村                      | 昭和29年4月1日 松本市に編入            | 松本市                       | 松本市                      | 松本市                       | 松本市 |
| 南 安 曇 郡 | 犬飼新田村   | 犬飼新田村   | 犬飼新田村             | 犬飼新田村             | 明治7年10月25日 島内村         | 明治12年7月1日 所属変更 東筑摩郡島内村 | 島内村                     | 島内村                     | 島内村                      | 昭和29年4月1日 松本市に編入            | 松本市                       | 松本市                      | 松本市                       | 松本市 |
| 東 筑 摩 郡 | 荒井村       | 荒井村       | 荒井村                 | 荒井村                 | 明治8年1月23日 島立村          | 島立村                                 | 島立村                     | 島立村                     | 島立村                      | 昭和29年4月1日 松本市に編入            | 松本市                       | 松本市                      | 松本市                       | 松本市 |
| 東 筑 摩 郡 | 堀米村       | 堀米村       | 堀米村                 | 堀米村                 | 明治8年1月23日 島立村          | 島立村                                 | 島立村                     | 島立村                     | 島立村                      | 昭和29年4月1日 松本市に編入            | 松本市                       | 松本市                      | 松本市                       | 松本市 |
| 東 筑 摩 郡 | 小柴村       | 小柴村       | 小柴村                 | 小柴村                 | 明治8年1月23日 島立村          | 島立村                                 | 島立村                     | 島立村                     | 島立村                      | 昭和29年4月1日 松本市に編入            | 松本市                       | 松本市                      | 松本市                       | 松本市 |
| 東 筑 摩 郡 | 中村         | 中村         | 中村                   | 中村                   | 明治8年1月23日 島立村          | 島立村                                 | 島立村                     | 島立村                     | 島立村                      | 昭和29年4月1日 松本市に編入            | 松本市                       | 松本市                      | 松本市                       | 松本市 |
| 東 筑 摩 郡 | 島立町村     | 島立町村     | 島立町村               | 島立町村               | 明治8年1月23日 島立村          | 島立村                                 | 島立村                     | 島立村                     | 島立村                      | 昭和29年4月1日 松本市に編入            | 松本市                       | 松本市                      | 松本市                       | 松本市 |
| 東 筑 摩 郡 | 大庭村       | 大庭村       | 大庭村                 | 大庭村                 | 明治8年1月23日 島立村          | 島立村                                 | 島立村                     | 島立村                     | 島立村                      | 昭和29年4月1日 松本市に編入            | 松本市                       | 松本市                      | 松本市                       | 松本市 |
| 東 筑 摩 郡 | 北栗林村     | 北栗林村     | 北栗林村               | 北栗林村               | 明治8年1月23日 島立村          | 島立村                                 | 島立村                     | 島立村                     | 島立村                      | 昭和29年4月1日 松本市に編入            | 松本市                       | 松本市                      | 松本市                       | 松本市 |
| 東 筑 摩 郡 | 南栗林村     | 南栗林村     | 南栗林村               | 南栗林村               | 明治8年1月23日 島立村          | 島立村                                 | 島立村                     | 島立村                     | 島立村                      | 昭和29年4月1日 松本市に編入            | 松本市                       | 松本市                      | 松本市                       | 松本市 |
| 東 筑 摩 郡 | 永田村       | 永田村       | 永田村                 | 永田村                 | 明治8年1月23日 島立村          | 島立村                                 | 島立村                     | 島立村                     | 島立村                      | 昭和29年4月1日 松本市に編入            | 松本市                       | 松本市                      | 松本市                       | 松本市 |
| 東 筑 摩 郡 | 三ノ宮村     | 三ノ宮村     | 三ノ宮村               | 三ノ宮村               | 明治8年1月23日 島立村          | 島立村                                 | 島立村                     | 島立村                     | 島立村                      | 昭和29年4月1日 松本市に編入            | 松本市                       | 松本市                      | 松本市                       | 松本市 |
| 東 筑 摩 郡 | 埴原村       | 埴原村       | 埴原村                 | 埴原村                 | 明治7年10月23日 中山村         | 中山村                                 | 中山村                     | 中山村                     | 中山村                      | 昭和29年4月1日 松本市に編入            | 松本市                       | 松本市                      | 松本市                       | 松本市 |
| 東 筑 摩 郡 | 和泉村       | 和泉村       | 和泉村                 | 和泉村                 | 明治7年10月23日 中山村         | 中山村                                 | 中山村                     | 中山村                     | 中山村                      | 昭和29年4月1日 松本市に編入            | 松本市                       | 松本市                      | 松本市                       | 松本市 |
| 東 筑 摩 郡 | 神田村       | 神田村       | 神田村                 | 神田村                 | 明治7年10月23日 中山村         | 中山村                                 | 中山村                     | 中山村                     | 昭和18年4月1日 松本市に編入 | 松本市                                 | 松本市                       | 松本市                      | 松本市                       | 松本市 |
| 東 筑 摩 郡 | 深志町       | 女鳥羽川以南 | 深志町                 | 深志町                 | 明治8年2月18日 南深志町        | 明治14年7月5日 改称 松本南深志町       | 松本町                     | 明治40年5月1日 市制 松本市 | 松本市                      | 松本市                                 | 松本市                       | 松本市                      | 松本市                       | 松本市 |
| 東 筑 摩 郡 | 深志町       | 女鳥羽川以北 | 深志町                 | 深志町                 | 明治8年2月18日 北深志町        | 明治14年7月5日 改称 松本北深志町       | 松本町                     | 明治40年5月1日 市制 松本市 | 松本市                      | 松本市                                 | 松本市                       | 松本市                      | 松本市                       | 松本市 |
| 東 筑 摩 郡 | 渚村         | 渚村         | 渚村                   | 渚村                   | 明治8年1月28日 深志村          | 明治14年6月24日 渚村                   | 松本町                     | 明治40年5月1日 市制 松本市 | 松本市                      | 松本市                                 | 松本市                       | 松本市                      | 松本市                       | 松本市 |
| 東 筑 摩 郡 | 白板村       | 白板村       | 白板村                 | 白板村                 | 明治8年1月28日 深志村          | 明治14年6月24日 白板村                 | 松本町                     | 明治40年5月1日 市制 松本市 | 松本市                      | 松本市                                 | 松本市                       | 松本市                      | 松本市                       | 松本市 |
| 東 筑 摩 郡 | 宮淵村       | 宮淵村       | 宮淵村                 | 宮淵村                 | 明治8年1月28日 深志村          | 明治14年6月24日 宮淵村                 | 松本町                     | 明治40年5月1日 市制 松本市 | 松本市                      | 松本市                                 | 松本市                       | 松本市                      | 松本市                       | 松本市 |
| 東 筑 摩 郡 | 桐原分       | 桐原分       | 明治5年3月 改称 桐村   | 明治5年9月 桐村        | 明治8年1月28日 深志村          | 明治14年6月24日 桐村                   | 松本町                     | 明治40年5月1日 市制 松本市 | 松本市                      | 松本市                                 | 松本市                       | 松本市                      | 松本市                       | 松本市 |
| 東 筑 摩 郡 | 松本分       | 松本分       | 松本分                 | 明治5年9月 桐村        | 明治8年1月28日 深志村          | 明治14年6月24日 桐村                   | 松本町                     | 明治40年5月1日 市制 松本市 | 松本市                      | 松本市                                 | 松本市                       | 松本市                      | 松本市                       | 松本市 |
| 東 筑 摩 郡 | 蟻ケ崎村     | 蟻ケ崎村     | 蟻ケ崎村               | 蟻ケ崎村               | 明治8年1月28日 深志村          | 明治14年6月24日 蟻ケ崎村               | 松本町                     | 明治40年5月1日 市制 松本市 | 松本市                      | 松本市                                 | 松本市                       | 松本市                      | 松本市                       | 松本市 |
| 東 筑 摩 郡 | 庄内村       | 庄内村       | 庄内村                 | 庄内村                 | 明治8年1月23日 筑摩村          | 筑摩村                                 | 松本町                     | 明治40年5月1日 市制 松本市 | 松本市                      | 松本市                                 | 松本市                       | 松本市                      | 松本市                       | 松本市 |
| 東 筑 摩 郡 | 埋橋村       | 埋橋村       | 埋橋村                 | 埋橋村                 | 明治8年1月23日 筑摩村          | 筑摩村                                 | 松本町                     | 明治40年5月1日 市制 松本市 | 松本市                      | 松本市                                 | 松本市                       | 松本市                      | 松本市                       | 松本市 |
| 東 筑 摩 郡 | 中林村       | 中林村       | 中林村                 | 中林村                 | 明治8年1月23日 筑摩村          | 筑摩村                                 | 松本町                     | 明治40年5月1日 市制 松本市 | 松本市                      | 松本市                                 | 松本市                       | 松本市                      | 松本市                       | 松本市 |
| 東 筑 摩 郡 | 筑摩村       | 筑摩村       | 筑摩村                 | 筑摩村                 | 明治8年1月23日 筑摩村          | 筑摩村                                 | 松本町                     | 明治40年5月1日 市制 松本市 | 松本市                      | 松本市                                 | 松本市                       | 松本市                      | 松本市                       | 松本市 |
| 東 筑 摩 郡 | 三才村       | 三才村       | 三才村                 | 三才村                 | 明治8年1月23日 筑摩村          | 筑摩村                                 | 松本町                     | 明治40年5月1日 市制 松本市 | 松本市                      | 松本市                                 | 松本市                       | 松本市                      | 松本市                       | 松本市 |
| 東 筑 摩 郡 | 小島村       | 一部         | 小島村                 | 小島村                 | 明治8年1月23日 筑摩村          | 筑摩村                                 | 松本町                     | 明治40年5月1日 市制 松本市 | 松本市                      | 松本市                                 | 松本市                       | 松本市                      | 松本市                       | 松本市 |
| 東 筑 摩 郡 | 小島村       | 一部         | 小島村                 | 小島村                 | 明治8年1月23日 筑摩村          | 筑摩村                                 | 松本村                     | 松本村                     | 大正14年2月1日 松本市に編入 | 松本市                                 | 松本市                       | 松本市                      | 松本市                       | 松本市 |
| 東 筑 摩 郡 | 征矢野村     | 征矢野村     | 征矢野村               | 征矢野村               | 明治8年1月23日 筑摩村          | 筑摩村                                 | 松本村                     | 松本村                     | 大正14年2月1日 松本市に編入 | 松本市                                 | 松本市                       | 松本市                      | 松本市                       | 松本市 |
| 東 筑 摩 郡 | 鎌田村       | 鎌田村       | 鎌田村                 | 鎌田村                 | 明治8年1月23日 筑摩村          | 筑摩村                                 | 松本村                     | 松本村                     | 大正14年2月1日 松本市に編入 | 松本市                                 | 松本市                       | 松本市                      | 松本市                       | 松本市 |
| 東 筑 摩 郡 | 出川町村     | 出川町村     | 出川町村               | 出川町村               | 明治8年1月23日 信楽村          | 明治13年8月25日 出川町村               | 松本村                     | 松本村                     | 大正14年2月1日 松本市に編入 | 松本市                                 | 松本市                       | 松本市                      | 松本市                       | 松本市 |
| 東 筑 摩 郡 | 笹部村       | 笹部村       | 笹部村                 | 笹部村                 | 明治8年1月23日 信楽村          | 明治13年8月25日 笹部村                 | 松本村                     | 松本村                     | 大正14年2月1日 松本市に編入 | 松本市                                 | 松本市                       | 松本市                      | 松本市                       | 松本市 |
| 東 筑 摩 郡 | 両島村       | 両島村       | 両島村                 | 両島村                 | 明治8年1月23日 信楽村          | 明治13年8月25日 両島村                 | 松本村                     | 松本村                     | 大正14年2月1日 松本市に編入 | 松本市                                 | 松本市                       | 松本市                      | 松本市                       | 松本市 |
| 東 筑 摩 郡 | 高宮村       | 高宮村       | 高宮村                 | 高宮村                 | 明治8年1月23日 信楽村          | 明治13年8月25日 高宮村                 | 松本村                     | 松本村                     | 大正14年2月1日 松本市に編入 | 松本市                                 | 松本市                       | 松本市                      | 松本市                       | 松本市 |
| 東 筑 摩 郡 | 並柳村       | 並柳村       | 並柳村                 | 並柳村                 | 明治8年1月23日 信楽村          | 明治13年8月25日 並柳村                 | 松本村                     | 松本村                     | 大正14年2月1日 松本市に編入 | 松本市                                 | 松本市                       | 松本市                      | 松本市                       | 松本市 |
| 東 筑 摩 郡 | 野溝村       | 野溝村       | 野溝村                 | 野溝村                 | 明治8年1月23日 信楽村          | 明治13年8月25日 野溝村                 | 芳川村                     | 芳川村                     | 芳川村                      | 昭和29年8月1日 松本市に編入            | 松本市                       | 松本市                      | 松本市                       | 松本市 |
| 東 筑 摩 郡 | 平田村       | 平田村       | 平田村                 | 平田村                 | 明治8年1月23日 信楽村          | 明治13年8月25日 平田村                 | 芳川村                     | 芳川村                     | 芳川村                      | 昭和29年8月1日 松本市に編入            | 松本市                       | 松本市                      | 松本市                       | 松本市 |
| 東 筑 摩 郡 | 村井町村     | 村井町村     | 村井町村               | 村井町村               | 明治8年1月23日 広丘村 （一部） | 明治14年6月24日 村井町村               | 芳川村                     | 芳川村                     | 芳川村                      | 昭和29年8月1日 松本市に編入            | 松本市                       | 松本市                      | 松本市                       | 松本市 |
| 東 筑 摩 郡 | 小屋村       | 小屋村       | 小屋村                 | 小屋村                 | 明治8年1月23日 広丘村 （一部） | 明治14年6月24日 小屋村                 | 芳川村                     | 芳川村                     | 芳川村                      | 昭和29年8月1日 松本市に編入            | 松本市                       | 松本市                      | 松本市                       | 松本市 |
| 東 筑 摩 郡 | 今井村       | 今井村       | 今井村                 | 今井村                 | 明治8年1月23日 今井村          | 今井村                                 | 今井村                     | 今井村                     | 今井村                      | 昭和29年8月1日 松本市に編入            | 松本市                       | 松本市                      | 松本市                       | 松本市 |
| 東 筑 摩 郡 | 野口新田村   | 野口新田村   | 野口新田村             | 野口新田村             | 明治8年1月23日 今井村          | 今井村                                 | 今井村                     | 今井村                     | 今井村                      | 昭和29年8月1日 松本市に編入            | 松本市                       | 松本市                      | 松本市                       | 松本市 |
| 東 筑 摩 郡 | 古池原新田村 | 古池原新田村 | 古池原新田村           | 古池原新田村           | 明治8年1月23日 今井村          | 今井村                                 | 今井村                     | 今井村                     | 今井村                      | 昭和29年8月1日 松本市に編入            | 松本市                       | 松本市                      | 松本市                       | 松本市 |
| 東 筑 摩 郡 | 水代村       | 水代村       | 水代村                 | 水代村                 | 明治8年1月23日 神林村          | 神林村                                 | 神林村                     | 神林村                     | 神林村                      | 昭和29年8月1日 松本市に編入            | 松本市                       | 松本市                      | 松本市                       | 松本市 |
| 東 筑 摩 郡 | 上神林村     | 上神林村     | 上神林村               | 上神林村               | 明治8年1月23日 神林村          | 神林村                                 | 神林村                     | 神林村                     | 神林村                      | 昭和29年8月1日 松本市に編入            | 松本市                       | 松本市                      | 松本市                       | 松本市 |
| 東 筑 摩 郡 | 下神林村     | 下神林村     | 下神林村               | 下神林村               | 明治8年1月23日 神林村          | 神林村                                 | 神林村                     | 神林村                     | 神林村                      | 昭和29年8月1日 松本市に編入            | 松本市                       | 松本市                      | 松本市                       | 松本市 |
| 東 筑 摩 郡 | 梶海渡村     | 梶海渡村     | 梶海渡村               | 梶海渡村               | 明治8年1月23日 神林村          | 神林村                                 | 神林村                     | 神林村                     | 神林村                      | 昭和29年8月1日 松本市に編入            | 松本市                       | 松本市                      | 松本市                       | 松本市 |
| 東 筑 摩 郡 | 境村         | 境村         | 境村                   | 境村                   | 明治8年1月23日 和田村          | 和田村                                 | 和田村                     | 和田村                     | 和田村                      | 昭和29年8月1日 松本市に編入            | 松本市                       | 松本市                      | 松本市                       | 松本市 |
| 東 筑 摩 郡 | 下和田村     | 下和田村     | 下和田村               | 下和田村               | 明治8年1月23日 和田村          | 和田村                                 | 和田村                     | 和田村                     | 和田村                      | 昭和29年8月1日 松本市に編入            | 松本市                       | 松本市                      | 松本市                       | 松本市 |
| 東 筑 摩 郡 | 和田町村     | 和田町村     | 和田町村               | 和田町村               | 明治8年1月23日 和田村          | 和田村                                 | 和田村                     | 和田村                     | 和田村                      | 昭和29年8月1日 松本市に編入            | 松本市                       | 松本市                      | 松本市                       | 松本市 |
| 東 筑 摩 郡 | 荒井村       | 荒井村       | 明治5年3月 改称 蘇我村 | 明治5年3月 改称 蘇我村 | 明治8年1月23日 和田村          | 和田村                                 | 和田村                     | 和田村                     | 和田村                      | 昭和29年8月1日 松本市に編入            | 松本市                       | 松本市                      | 松本市                       | 松本市 |
| 東 筑 摩 郡 | 衣外村       | 衣外村       | 衣外村                 | 衣外村                 | 明治8年1月23日 和田村          | 和田村                                 | 和田村                     | 和田村                     | 和田村                      | 昭和29年8月1日 松本市に編入            | 松本市                       | 松本市                      | 松本市                       | 松本市 |
| 東 筑 摩 郡 | 殿村         | 殿村         | 殿村                   | 殿村                   | 明治8年1月23日 和田村          | 和田村                                 | 和田村                     | 和田村                     | 和田村                      | 昭和29年8月1日 松本市に編入            | 松本市                       | 松本市                      | 松本市                       | 松本市 |
| 東 筑 摩 郡 | 和田中村     | 和田中村     | 和田中村               | 和田中村               | 明治8年1月23日 和田村          | 和田村                                 | 和田村                     | 和田村                     | 和田村                      | 昭和29年8月1日 松本市に編入            | 松本市                       | 松本市                      | 松本市                       | 松本市 |
| 東 筑 摩 郡 | 南和田村     | 南和田村     | 南和田村               | 南和田村               | 明治8年1月23日 和田村          | 和田村                                 | 和田村                     | 和田村                     | 和田村                      | 昭和29年8月1日 松本市に編入            | 松本市                       | 松本市                      | 松本市                       | 松本市 |
| 東 筑 摩 郡 | 南新村       | 南新村       | 南新村                 | 南新村                 | 明治8年1月23日 新村            | 新村                                   | 新村                       | 新村                       | 新村                        | 昭和29年8月1日 松本市に編入            | 松本市                       | 松本市                      | 松本市                       | 松本市 |
| 東 筑 摩 郡 | 東新村       | 東新村       | 東新村                 | 東新村                 | 明治8年1月23日 新村            | 新村                                   | 新村                       | 新村                       | 新村                        | 昭和29年8月1日 松本市に編入            | 松本市                       | 松本市                      | 松本市                       | 松本市 |
| 東 筑 摩 郡 | 北新村       | 北新村       | 北新村                 | 北新村                 | 明治8年1月23日 新村            | 新村                                   | 新村                       | 新村                       | 新村                        | 昭和29年8月1日 松本市に編入            | 松本市                       | 松本市                      | 松本市                       | 松本市 |
| 東 筑 摩 郡 | 下新村       | 下新村       | 下新村                 | 下新村                 | 明治8年1月23日 新村            | 新村                                   | 新村                       | 新村                       | 新村                        | 昭和29年8月1日 松本市に編入            | 松本市                       | 松本市                      | 松本市                       | 松本市 |
| 東 筑 摩 郡 | 上新村       | 上新村       | 上新村                 | 上新村                 | 明治8年1月23日 新村            | 新村                                   | 新村                       | 新村                       | 新村                        | 昭和29年8月1日 松本市に編入            | 松本市                       | 松本市                      | 松本市                       | 松本市 |
| 東 筑 摩 郡 | 白川村       | 白川村       | 白川村                 | 白川村                 | 明治8年1月23日 豊丘村          | 豊丘村                                 | 寿村                       | 寿村                       | 寿村                        | 昭和29年8月1日 松本市に編入            | 松本市                       | 松本市                      | 松本市                       | 松本市 |
| 東 筑 摩 郡 | 百瀬村       | 百瀬村       | 百瀬村                 | 百瀬村                 | 明治8年1月23日 豊丘村          | 豊丘村                                 | 寿村                       | 寿村                       | 寿村                        | 昭和29年8月1日 松本市に編入            | 松本市                       | 松本市                      | 松本市                       | 松本市 |
| 東 筑 摩 郡 | 南百瀬村     | 南百瀬村     | 南百瀬村               | 南百瀬村               | 明治8年1月23日 豊丘村          | 豊丘村                                 | 寿村                       | 寿村                       | 寿村                        | 昭和29年8月1日 松本市に編入            | 松本市                       | 松本市                      | 松本市                       | 松本市 |
| 東 筑 摩 郡 | 小池村       | 小池村       | 小池村                 | 小池村                 | 明治8年1月23日 豊丘村          | 明治16年3月31日 分立 小赤村            | 寿村                       | 寿村                       | 寿村                        | 昭和29年8月1日 松本市に編入            | 松本市                       | 松本市                      | 松本市                       | 松本市 |
| 東 筑 摩 郡 | 赤木村       | 赤木村       | 赤木村                 | 赤木村                 | 明治8年1月23日 豊丘村          | 明治16年3月31日 分立 小赤村            | 寿村                       | 寿村                       | 寿村                        | 昭和29年8月1日 松本市に編入            | 松本市                       | 松本市                      | 松本市                       | 松本市 |
| 東 筑 摩 郡 | 竹淵村       | 竹淵村       | 竹淵村                 | 竹淵村                 | 明治8年1月23日 豊丘村          | 明治16年3月31日 分立 白瀬淵村          | 寿村                       | 寿村                       | 寿村                        | 昭和29年8月1日 松本市に編入            | 松本市                       | 松本市                      | 松本市                       | 松本市 |
| 東 筑 摩 郡 | 上瀬黒村     | 上瀬黒村     | 上瀬黒村               | 上瀬黒村               | 明治8年1月23日 豊丘村          | 明治16年3月31日 分立 白瀬淵村          | 寿村                       | 寿村                       | 寿村                        | 昭和29年8月1日 松本市に編入            | 松本市                       | 松本市                      | 松本市                       | 松本市 |
| 東 筑 摩 郡 | 下瀬黒村     | 下瀬黒村     | 下瀬黒村               | 下瀬黒村               | 明治8年1月23日 豊丘村          | 明治16年3月31日 分立 白瀬淵村          | 寿村                       | 寿村                       | 寿村                        | 昭和29年8月1日 松本市に編入            | 松本市                       | 松本市                      | 松本市                       | 松本市 |
| 東 筑 摩 郡 | 白姫村       | 白姫村       | 白姫村                 | 白姫村                 | 明治8年1月23日 豊丘村          | 明治16年3月31日 分立 白瀬淵村          | 寿村                       | 寿村                       | 寿村                        | 昭和29年8月1日 松本市に編入            | 松本市                       | 松本市                      | 松本市                       | 松本市 |
| 東 筑 摩 郡 | 林村         | 林村         | 林村                   | 林村                   | 明治8年1月23日 里山辺村        | 里山辺村                               | 里山辺村                   | 里山辺村                   | 里山辺村                    | 昭和29年8月1日 松本市に編入            | 松本市                       | 松本市                      | 松本市                       | 松本市 |
| 東 筑 摩 郡 | 大嵩崎新田村 | 大嵩崎新田村 | 大嵩崎新田村           | 大嵩崎新田村           | 明治8年1月23日 里山辺村        | 里山辺村                               | 里山辺村                   | 里山辺村                   | 里山辺村                    | 昭和29年8月1日 松本市に編入            | 松本市                       | 松本市                      | 松本市                       | 松本市 |
| 東 筑 摩 郡 | 南小松村     | 南小松村     | 南小松村               | 南小松村               | 明治8年1月23日 里山辺村        | 里山辺村                               | 里山辺村                   | 里山辺村                   | 里山辺村                    | 昭和29年8月1日 松本市に編入            | 松本市                       | 松本市                      | 松本市                       | 松本市 |
| 東 筑 摩 郡 | 北小松村     | 北小松村     | 北小松村               | 北小松村               | 明治8年1月23日 里山辺村        | 里山辺村                               | 里山辺村                   | 里山辺村                   | 里山辺村                    | 昭和29年8月1日 松本市に編入            | 松本市                       | 松本市                      | 松本市                       | 松本市 |
| 東 筑 摩 郡 | 薄町村       | 薄町村       | 薄町村                 | 薄町村                 | 明治8年1月23日 里山辺村        | 里山辺村                               | 里山辺村                   | 里山辺村                   | 里山辺村                    | 昭和29年8月1日 松本市に編入            | 松本市                       | 松本市                      | 松本市                       | 松本市 |
| 東 筑 摩 郡 | 上金井村     | 上金井村     | 上金井村               | 上金井村               | 明治8年1月23日 里山辺村        | 里山辺村                               | 里山辺村                   | 里山辺村                   | 里山辺村                    | 昭和29年8月1日 松本市に編入            | 松本市                       | 松本市                      | 松本市                       | 松本市 |
| 東 筑 摩 郡 | 兎川寺村     | 兎川寺村     | 兎川寺村               | 兎川寺村               | 明治8年1月23日 里山辺村        | 里山辺村                               | 里山辺村                   | 里山辺村                   | 里山辺村                    | 昭和29年8月1日 松本市に編入            | 松本市                       | 松本市                      | 松本市                       | 松本市 |
| 東 筑 摩 郡 | 湯原村       | 湯原村       | 湯原村                 | 湯原村                 | 明治8年1月23日 里山辺村        | 里山辺村                               | 里山辺村                   | 里山辺村                   | 里山辺村                    | 昭和29年8月1日 松本市に編入            | 松本市                       | 松本市                      | 松本市                       | 松本市 |
| 東 筑 摩 郡 | 荒町村       | 荒町村       | 荒町村                 | 荒町村                 | 明治8年1月23日 里山辺村        | 里山辺村                               | 里山辺村                   | 里山辺村                   | 里山辺村                    | 昭和29年8月1日 松本市に編入            | 松本市                       | 松本市                      | 松本市                       | 松本市 |
| 東 筑 摩 郡 | 藤井村       | 藤井村       | 藤井村                 | 藤井村                 | 明治8年1月23日 里山辺村        | 里山辺村                               | 里山辺村                   | 里山辺村                   | 里山辺村                    | 昭和29年8月1日 松本市に編入            | 松本市                       | 松本市                      | 松本市                       | 松本市 |
| 東 筑 摩 郡 | 新井村       | 新井村       | 新井村                 | 新井村                 | 明治8年1月23日 里山辺村        | 里山辺村                               | 里山辺村                   | 里山辺村                   | 里山辺村                    | 昭和29年8月1日 松本市に編入            | 松本市                       | 松本市                      | 松本市                       | 松本市 |
| 東 筑 摩 郡 | 下金井村     | 下金井村     | 下金井村               | 下金井村               | 明治8年1月23日 里山辺村        | 里山辺村                               | 里山辺村                   | 里山辺村                   | 里山辺村                    | 昭和29年8月1日 松本市に編入            | 松本市                       | 松本市                      | 松本市                       | 松本市 |
| 東 筑 摩 郡 | 南方村       | 南方村       | 南方村                 | 南方村                 | 明治8年1月23日 入山辺村        | 入山辺村                               | 入山辺村                   | 入山辺村                   | 入山辺村                    | 昭和29年8月1日 松本市に編入            | 松本市                       | 松本市                      | 松本市                       | 松本市 |
| 東 筑 摩 郡 | 北入村       | 北入村       | 北入村                 | 北入村                 | 明治8年1月23日 入山辺村        | 入山辺村                               | 入山辺村                   | 入山辺村                   | 入山辺村                    | 昭和29年8月1日 松本市に編入            | 松本市                       | 松本市                      | 松本市                       | 松本市 |
| 東 筑 摩 郡 | 橋倉村       | 橋倉村       | 橋倉村                 | 橋倉村                 | 明治8年1月23日 入山辺村        | 入山辺村                               | 入山辺村                   | 入山辺村                   | 入山辺村                    | 昭和29年8月1日 松本市に編入            | 松本市                       | 松本市                      | 松本市                       | 松本市 |
| 東 筑 摩 郡 | 中入村       | 中入村       | 中入村                 | 中入村                 | 明治8年1月23日 入山辺村        | 入山辺村                               | 入山辺村                   | 入山辺村                   | 入山辺村                    | 昭和29年8月1日 松本市に編入            | 松本市                       | 松本市                      | 松本市                       | 松本市 |
| 東 筑 摩 郡 | 桐原村       | 桐原村       | 桐原村                 | 桐原村                 | 明治8年1月23日 入山辺村        | 入山辺村                               | 入山辺村                   | 入山辺村                   | 入山辺村                    | 昭和29年8月1日 松本市に編入            | 松本市                       | 松本市                      | 松本市                       | 松本市 |
| 東 筑 摩 郡 | 小俣村       | 小俣村       | 小俣村                 | 小俣村                 | 明治8年1月23日 笹下村          | 明治12年7月1日 小俣村                  | 笹賀村                     | 笹賀村                     | 笹賀村                      | 昭和29年8月1日 松本市に編入            | 松本市                       | 松本市                      | 松本市                       | 松本市 |
| 東 筑 摩 郡 | 神戸新田村   | 神戸新田村   | 神戸新田村             | 神戸新田村             | 明治8年1月23日 笹下村          | 明治12年7月1日 神戸新田村              | 笹賀村                     | 笹賀村                     | 笹賀村                      | 昭和29年8月1日 松本市に編入            | 松本市                       | 松本市                      | 松本市                       | 松本市 |
| 東 筑 摩 郡 | 神戸村       | 神戸村       | 神戸村                 | 神戸村                 | 明治8年1月23日 笹下村          | 明治12年7月1日 神戸村                  | 笹賀村                     | 笹賀村                     | 笹賀村                      | 昭和29年8月1日 松本市に編入            | 松本市                       | 松本市                      | 松本市                       | 松本市 |
| 東 筑 摩 郡 | 二子村       | 二子村       | 二子村                 | 二子村                 | 明治8年1月23日 笹下村          | 明治12年7月1日 二子村                  | 笹賀村                     | 笹賀村                     | 笹賀村                      | 昭和29年8月1日 松本市に編入            | 松本市                       | 松本市                      | 松本市                       | 松本市 |
| 東 筑 摩 郡 | 今村         | 今村         | 今村                   | 今村                   | 明治8年1月23日 笹下村          | 明治12年7月1日 今村                    | 笹賀村                     | 笹賀村                     | 笹賀村                      | 昭和29年8月1日 松本市に編入            | 松本市                       | 松本市                      | 松本市                       | 松本市 |
| 東 筑 摩 郡 | 岡田町村     | 岡田町村     | 岡田町村               | 岡田町村               | 明治8年1月23日 岡本村          | 明治15年2月24日 岡田町村               | 岡田村                     | 岡田村                     | 岡田村                      | 昭和29年8月1日 松本市に編入            | 松本市                       | 松本市                      | 松本市                       | 松本市 |
| 東 筑 摩 郡 | 伊深村       | 伊深村       | 伊深村                 | 伊深村                 | 明治8年1月23日 岡本村          | 明治15年2月24日 伊深村                 | 岡田村                     | 岡田村                     | 岡田村                      | 昭和29年8月1日 松本市に編入            | 松本市                       | 松本市                      | 松本市                       | 松本市 |
| 東 筑 摩 郡 | 松岡村       | 松岡村       | 松岡村                 | 松岡村                 | 明治8年1月23日 岡本村          | 明治15年2月24日 松岡村                 | 岡田村                     | 岡田村                     | 岡田村                      | 昭和29年8月1日 松本市に編入            | 松本市                       | 松本市                      | 松本市                       | 松本市 |
| 東 筑 摩 郡 | 下岡田村     | 下岡田村     | 下岡田村               | 下岡田村               | 明治8年1月23日 岡本村          | 明治15年2月24日 下岡田村               | 岡田村                     | 岡田村                     | 岡田村                      | 昭和29年8月1日 松本市に編入            | 松本市                       | 松本市                      | 松本市                       | 松本市 |
| 東 筑 摩 郡 | 浅間村       | 浅間村       | 浅間村                 | 浅間村                 | 明治8年1月23日 岡本村          | 明治15年2月24日 浅間村                 | 本郷村                     | 本郷村                     | 本郷村                      | 本郷村                                 | 本郷村                       | 昭和49年5月1日 松本市に編入 | 松本市                       | 松本市 |
| 東 筑 摩 郡 | 大村         | 大村         | 大村                   | 大村                   | 明治8年1月23日 岡本村          | 明治15年2月24日 大村                   | 本郷村                     | 本郷村                     | 本郷村                      | 本郷村                                 | 本郷村                       | 昭和49年5月1日 松本市に編入 | 松本市                       | 松本市 |
| 東 筑 摩 郡 | 水汲村       | 水汲村       | 水汲村                 | 水汲村                 | 明治8年1月23日 岡本村          | 明治15年2月24日 水汲村                 | 本郷村                     | 本郷村                     | 本郷村                      | 本郷村                                 | 本郷村                       | 昭和49年5月1日 松本市に編入 | 松本市                       | 松本市 |
| 東 筑 摩 郡 | 原村         | 原村         | 原村                   | 原村                   | 明治8年1月23日 岡本村          | 明治15年2月24日 原村                   | 本郷村                     | 本郷村                     | 本郷村                      | 本郷村                                 | 本郷村                       | 昭和49年5月1日 松本市に編入 | 松本市                       | 松本市 |
| 東 筑 摩 郡 | 洞村         | 洞村         | 洞村                   | 洞村                   | 明治8年1月23日 岡本村          | 明治15年2月24日 洞村                   | 本郷村                     | 本郷村                     | 本郷村                      | 本郷村                                 | 本郷村                       | 昭和49年5月1日 松本市に編入 | 松本市                       | 松本市 |
| 東 筑 摩 郡 | 稲倉村       | 稲倉村       | 稲倉村                 | 稲倉村                 | 明治8年1月23日 岡本村          | 明治15年2月24日 稲倉村                 | 本郷村                     | 本郷村                     | 本郷村                      | 本郷村                                 | 本郷村                       | 昭和49年5月1日 松本市に編入 | 松本市                       | 松本市 |
| 東 筑 摩 郡 | 三才山村     | 三才山村     | 三才山村               | 三才山村               | 明治8年1月23日 岡本村          | 明治15年2月24日 三才山村               | 本郷村                     | 本郷村                     | 本郷村                      | 本郷村                                 | 本郷村                       | 昭和49年5月1日 松本市に編入 | 松本市                       | 松本市 |
| 東 筑 摩 郡 | 横田村       | 横田村       | 横田村                 | 横田村                 | 明治8年1月23日 岡本村          | 明治15年2月24日 横田村                 | 本郷村                     | 本郷村                     | 本郷村                      | 本郷村                                 | 本郷村                       | 昭和49年5月1日 松本市に編入 | 松本市                       | 松本市 |
| 東 筑 摩 郡 | 惣社村       | 惣社村       | 惣社村                 | 惣社村                 | 明治8年1月23日 岡本村          | 明治15年2月24日 惣社村                 | 本郷村                     | 本郷村                     | 本郷村                      | 本郷村                                 | 本郷村                       | 昭和49年5月1日 松本市に編入 | 松本市                       | 松本市 |
| 東 筑 摩 郡 | 刈谷原町村   | 大部分       | 刈谷原町村             | 刈谷原町村             | 明治8年1月23日 刈谷原村        | 明治14年5月18日 刈谷原町村             | 錦部村                     | 錦部村                     | 錦部村                      | 昭和30年4月1日 四賀村                  | 四賀村                       | 四賀村                      | 平成17年4月1日 松本市に編入  | 松本市 |
| 東 筑 摩 郡 | 七嵐村       | 七嵐村       | 七嵐村                 | 七嵐村                 | 明治8年1月23日 刈谷原村        | 明治14年5月18日 七嵐村                 | 錦部村                     | 錦部村                     | 錦部村                      | 昭和30年4月1日 四賀村                  | 四賀村                       | 四賀村                      | 平成17年4月1日 松本市に編入  | 松本市 |
| 東 筑 摩 郡 | 赤怒田村     | 赤怒田村     | 赤怒田村               | 赤怒田村               | 明治8年1月23日 刈谷原村        | 明治14年5月18日 赤怒田村               | 錦部村                     | 錦部村                     | 錦部村                      | 昭和30年4月1日 四賀村                  | 四賀村                       | 四賀村                      | 平成17年4月1日 松本市に編入  | 松本市 |
| 東 筑 摩 郡 | 殿野入村     | 殿野入村     | 殿野入村               | 殿野入村               | 明治8年1月23日 刈谷原村        | 明治14年5月18日 殿野入村               | 錦部村                     | 錦部村                     | 錦部村                      | 昭和30年4月1日 四賀村                  | 四賀村                       | 四賀村                      | 平成17年4月1日 松本市に編入  | 松本市 |
| 東 筑 摩 郡 | 反町村       | 反町村       | 反町村                 | 反町村                 | 明治8年1月23日 刈谷原村        | 明治14年5月18日 反町村                 | 錦部村                     | 錦部村                     | 錦部村                      | 昭和30年4月1日 四賀村                  | 四賀村                       | 四賀村                      | 平成17年4月1日 松本市に編入  | 松本市 |
| 東 筑 摩 郡 | 金山町村     | 金山町村     | 金山町村               | 金山町村               | 明治8年1月23日 刈谷原村        | 明治14年5月18日 金山町村               | 錦部村                     | 錦部村                     | 錦部村                      | 昭和30年4月1日 四賀村                  | 四賀村                       | 四賀村                      | 平成17年4月1日 松本市に編入  | 松本市 |
| 東 筑 摩 郡 | 保福寺町村   | 保福寺町村   | 保福寺町村             | 保福寺町村             | 明治8年1月23日 刈谷原村        | 明治14年5月18日 保福寺町村             | 錦部村                     | 錦部村                     | 錦部村                      | 昭和30年4月1日 四賀村                  | 四賀村                       | 四賀村                      | 平成17年4月1日 松本市に編入  | 松本市 |
| 東 筑 摩 郡 | 取出村       | 取出村       | 取出村                 | 取出村                 | 明治8年1月23日 刈谷原村        | 明治14年5月18日 取出村                 | 会田村                     | 会田村                     | 会田村                      | 昭和30年4月1日 四賀村                  | 四賀村                       | 四賀村                      | 平成17年4月1日 松本市に編入  | 松本市 |
| 東 筑 摩 郡 | 板場村       | 板場村       | 板場村                 | 板場村                 | 明治8年1月23日 刈谷原村        | 明治14年5月18日 板場村                 | 会田村                     | 会田村                     | 会田村                      | 昭和30年4月1日 四賀村                  | 四賀村                       | 四賀村                      | 平成17年4月1日 松本市に編入  | 松本市 |
| 東 筑 摩 郡 | 穴沢村       | 穴沢村       | 穴沢村                 | 穴沢村                 | 明治8年1月23日 刈谷原村        | 明治14年5月18日 穴沢村                 | 会田村                     | 会田村                     | 会田村                      | 昭和30年4月1日 四賀村                  | 四賀村                       | 四賀村                      | 平成17年4月1日 松本市に編入  | 松本市 |
| 東 筑 摩 郡 | 会田町村     | 会田町村     | 会田町村               | 会田町村               | 明治8年1月23日 会田村          | 会田村                                 | 会田村                     | 会田村                     | 会田村                      | 昭和30年4月1日 四賀村                  | 四賀村                       | 四賀村                      | 平成17年4月1日 松本市に編入  | 松本市 |
| 東 筑 摩 郡 | 宮本村       | 宮本村       | 宮本村                 | 宮本村                 | 明治8年1月23日 会田村          | 会田村                                 | 会田村                     | 会田村                     | 会田村                      | 昭和30年4月1日 四賀村                  | 四賀村                       | 四賀村                      | 平成17年4月1日 松本市に編入  | 松本市 |
| 東 筑 摩 郡 | 執田光村     | 執田光村     | 執田光村               | 執田光村               | 明治8年1月23日 会田村          | 会田村                                 | 五常村                     | 五常村                     | 五常村                      | 昭和30年4月1日 四賀村                  | 四賀村                       | 四賀村                      | 平成17年4月1日 松本市に編入  | 松本市 |
| 東 筑 摩 郡 | 井刈村       | 井刈村       | 井刈村                 | 井刈村                 | 明治8年1月23日 会田村          | 会田村                                 | 五常村                     | 五常村                     | 五常村                      | 昭和30年4月1日 四賀村                  | 四賀村                       | 四賀村                      | 平成17年4月1日 松本市に編入  | 松本市 |
| 東 筑 摩 郡 | 北山村       | 北山村       | 北山村                 | 北山村                 | 明治8年1月23日 会田村          | 会田村                                 | 五常村                     | 五常村                     | 五常村                      | 昭和30年4月1日 四賀村                  | 四賀村                       | 四賀村                      | 平成17年4月1日 松本市に編入  | 松本市 |
| 東 筑 摩 郡 | 落水村       | 落水村       | 落水村                 | 落水村                 | 明治8年1月23日 会田村          | 会田村                                 | 五常村                     | 五常村                     | 五常村                      | 昭和30年4月1日 四賀村                  | 四賀村                       | 四賀村                      | 平成17年4月1日 松本市に編入  | 松本市 |
| 東 筑 摩 郡 | 西宮村       | 西宮村       | 西宮村                 | 西宮村                 | 明治8年1月23日 会田村          | 会田村                                 | 五常村                     | 五常村                     | 五常村                      | 昭和30年4月1日 四賀村                  | 四賀村                       | 四賀村                      | 平成17年4月1日 松本市に編入  | 松本市 |
| 東 筑 摩 郡 | 小岩井村     | 小岩井村     | 小岩井村               | 小岩井村               | 明治8年1月23日 中川村          | 中川村                                 | 中川村                     | 中川村                     | 中川村                      | 昭和30年4月1日 四賀村                  | 四賀村                       | 四賀村                      | 平成17年4月1日 松本市に編入  | 松本市 |
| 東 筑 摩 郡 | 両瀬村       | 両瀬村       | 両瀬村                 | 両瀬村                 | 明治8年1月23日 中川村          | 中川村                                 | 中川村                     | 中川村                     | 中川村                      | 昭和30年4月1日 四賀村                  | 四賀村                       | 四賀村                      | 平成17年4月1日 松本市に編入  | 松本市 |
| 東 筑 摩 郡 | 藤池村       | 藤池村       | 藤池村                 | 藤池村                 | 明治8年1月23日 中川村          | 中川村                                 | 中川村                     | 中川村                     | 中川村                      | 昭和30年4月1日 四賀村                  | 四賀村                       | 四賀村                      | 平成17年4月1日 松本市に編入  | 松本市 |
| 東 筑 摩 郡 | 長越村       | 長越村       | 長越村                 | 長越村                 | 明治8年1月23日 中川村          | 中川村                                 | 中川村                     | 中川村                     | 中川村                      | 昭和30年4月1日 四賀村                  | 四賀村                       | 四賀村                      | 平成17年4月1日 松本市に編入  | 松本市 |
| 東 筑 摩 郡 | 矢久村       | 矢久村       | 矢久村                 | 矢久村                 | 明治8年1月23日 中川村          | 中川村                                 | 中川村                     | 中川村                     | 中川村                      | 昭和30年4月1日 四賀村                  | 四賀村                       | 四賀村                      | 平成17年4月1日 松本市に編入  | 松本市 |
| 東 筑 摩 郡 | 召田村       | 召田村       | 召田村                 | 召田村                 | 明治8年1月23日 中川村          | 中川村                                 | 中川村                     | 中川村                     | 中川村                      | 昭和30年4月1日 四賀村                  | 四賀村                       | 四賀村                      | 平成17年4月1日 松本市に編入  | 松本市 |
| 東 筑 摩 郡 | 金井村       | 金井村       | 金井村                 | 金井村                 | 明治8年1月23日 中川村          | 中川村                                 | 中川村                     | 中川村                     | 中川村                      | 昭和30年4月1日 四賀村                  | 四賀村                       | 四賀村                      | 平成17年4月1日 松本市に編入  | 松本市 |
| 東 筑 摩 郡 | 横川村       | 横川村       | 横川村                 | 横川村                 | 明治8年1月23日 中川村          | 中川村                                 | 中川村                     | 中川村                     | 中川村                      | 昭和30年4月1日 四賀村                  | 四賀村                       | 四賀村                      | 平成17年4月1日 松本市に編入  | 松本市 |
| 東 筑 摩 郡 | 原山村       | 原山村       | 原山村                 | 原山村                 | 明治8年1月23日 中川村          | 中川村                                 | 中川村                     | 中川村                     | 中川村                      | 昭和30年4月1日 四賀村                  | 四賀村                       | 四賀村                      | 平成17年4月1日 松本市に編入  | 松本市 |
| 東 筑 摩 郡 | 相吉新田村   | 大部分       | 相吉新田村             | 相吉新田村             | 明治8年1月23日 中川村          | 中川村                                 | 中川村                     | 中川村                     | 中川村                      | 昭和30年4月1日 四賀村                  | 四賀村                       | 四賀村                      | 平成17年4月1日 松本市に編入  | 松本市 |
| 南 安 曇 郡 | 大野川村     | 大野川村     | 大野川村               | 大野川村               | 明治7年9月5日 安曇村           | 安曇村                                 | 安曇村                     | 安曇村                     | 安曇村                      | 安曇村                                 | 安曇村                       | 安曇村                      | 平成17年4月1日 松本市に編入  | 松本市 |
| 南 安 曇 郡 | 島々村       | 島々村       | 島々村                 | 島々村                 | 明治7年9月5日 安曇村           | 安曇村                                 | 安曇村                     | 安曇村                     | 安曇村                      | 安曇村                                 | 安曇村                       | 安曇村                      | 平成17年4月1日 松本市に編入  | 松本市 |
| 南 安 曇 郡 | 稲核村       | 稲核村       | 稲核村                 | 稲核村                 | 明治7年9月5日 安曇村           | 安曇村                                 | 安曇村                     | 安曇村                     | 安曇村                      | 安曇村                                 | 安曇村                       | 安曇村                      | 平成17年4月1日 松本市に編入  | 松本市 |
| 南 安 曇 郡 | 大野田村     | 大野田村     | 大野田村               | 大野田村               | 明治7年9月5日 安曇村           | 安曇村                                 | 安曇村                     | 安曇村                     | 安曇村                      | 安曇村                                 | 安曇村                       | 安曇村                      | 平成17年4月1日 松本市に編入  | 松本市 |
| 南 安 曇 郡 | 上角影村     | 上角影村     | 上角影村               | 上角影村               | 明治7年9月5日 梓村             | 梓村                                   | 梓村                       | 梓村                       | 昭和30年4月1日 梓川村       | 梓川村                                 | 梓川村                       | 梓川村                      | 平成17年4月1日 松本市に編入  | 松本市 |
| 南 安 曇 郡 | 下角影村     | 下角影村     | 下角影村               | 下角影村               | 明治7年9月5日 梓村             | 梓村                                   | 梓村                       | 梓村                       | 昭和30年4月1日 梓川村       | 梓川村                                 | 梓川村                       | 梓川村                      | 平成17年4月1日 松本市に編入  | 松本市 |
| 南 安 曇 郡 | 小室村       | 小室村       | 小室村                 | 小室村                 | 明治7年9月5日 梓村             | 梓村                                   | 梓村                       | 梓村                       | 昭和30年4月1日 梓川村       | 梓川村                                 | 梓川村                       | 梓川村                      | 平成17年4月1日 松本市に編入  | 松本市 |
| 南 安 曇 郡 | 大久保村     | 大久保村     | 大久保村               | 大久保村               | 明治7年9月5日 梓村             | 梓村                                   | 梓村                       | 梓村                       | 昭和30年4月1日 梓川村       | 梓川村                                 | 梓川村                       | 梓川村                      | 平成17年4月1日 松本市に編入  | 松本市 |
| 南 安 曇 郡 | 丸田村       | 丸田村       | 丸田村                 | 丸田村                 | 明治7年9月5日 梓村             | 梓村                                   | 梓村                       | 梓村                       | 昭和30年4月1日 梓川村       | 梓川村                                 | 梓川村                       | 梓川村                      | 平成17年4月1日 松本市に編入  | 松本市 |
| 南 安 曇 郡 | 北条村       | 北条村       | 北条村                 | 北条村                 | 明治7年9月5日 梓村             | 梓村                                   | 梓村                       | 梓村                       | 昭和30年4月1日 梓川村       | 梓川村                                 | 梓川村                       | 梓川村                      | 平成17年4月1日 松本市に編入  | 松本市 |
| 南 安 曇 郡 | 杏村         | 杏村         | 杏村                   | 杏村                   | 明治7年9月5日 梓村             | 梓村                                   | 梓村                       | 梓村                       | 昭和30年4月1日 梓川村       | 梓川村                                 | 梓川村                       | 梓川村                      | 平成17年4月1日 松本市に編入  | 松本市 |
| 南 安 曇 郡 | 立田村       | 立田村       | 立田村                 | 立田村                 | 明治7年9月5日 梓村             | 梓村                                   | 梓村                       | 梓村                       | 昭和30年4月1日 梓川村       | 梓川村                                 | 梓川村                       | 梓川村                      | 平成17年4月1日 松本市に編入  | 松本市 |
| 南 安 曇 郡 | 焼山村       | 焼山村       | 焼山村                 | 焼山村                 | 明治7年9月5日 上野村           | 上野村                                 | 梓村                       | 梓村                       | 昭和30年4月1日 梓川村       | 梓川村                                 | 梓川村                       | 梓川村                      | 平成17年4月1日 松本市に編入  | 松本市 |
| 南 安 曇 郡 | 花見村       | 花見村       | 花見村                 | 花見村                 | 明治7年9月5日 上野村           | 上野村                                 | 梓村                       | 梓村                       | 昭和30年4月1日 梓川村       | 梓川村                                 | 梓川村                       | 梓川村                      | 平成17年4月1日 松本市に編入  | 松本市 |
| 南 安 曇 郡 | 寺家村       | 寺家村       | 寺家村                 | 寺家村                 | 明治7年9月5日 上野村           | 上野村                                 | 梓村                       | 梓村                       | 昭和30年4月1日 梓川村       | 梓川村                                 | 梓川村                       | 梓川村                      | 平成17年4月1日 松本市に編入  | 松本市 |
| 南 安 曇 郡 | 田屋村       | 田屋村       | 田屋村                 | 田屋村                 | 明治7年9月5日 上野村           | 上野村                                 | 梓村                       | 梓村                       | 昭和30年4月1日 梓川村       | 梓川村                                 | 梓川村                       | 梓川村                      | 平成17年4月1日 松本市に編入  | 松本市 |
| 南 安 曇 郡 | 中村         | 中村         | 中村                   | 中村                   | 明治7年9月5日 上野村           | 上野村                                 | 梓村                       | 梓村                       | 昭和30年4月1日 梓川村       | 梓川村                                 | 梓川村                       | 梓川村                      | 平成17年4月1日 松本市に編入  | 松本市 |
| 南 安 曇 郡 | 岩岡村       | 岩岡村       | 岩岡村                 | 岩岡村                 | 明治7年9月5日 倭村             | 倭村                                   | 倭村                       | 倭村                       | 昭和30年4月1日 梓川村       | 梓川村                                 | 梓川村                       | 梓川村                      | 平成17年4月1日 松本市に編入  | 松本市 |
| 南 安 曇 郡 | 氷室村       | 氷室村       | 氷室村                 | 氷室村                 | 明治7年9月5日 倭村             | 倭村                                   | 倭村                       | 倭村                       | 昭和30年4月1日 梓川村       | 梓川村                                 | 梓川村                       | 梓川村                      | 平成17年4月1日 松本市に編入  | 松本市 |
| 南 安 曇 郡 | 横沢村       | 横沢村       | 横沢村                 | 横沢村                 | 明治7年9月5日 倭村             | 倭村                                   | 倭村                       | 倭村                       | 昭和30年4月1日 梓川村       | 梓川村                                 | 梓川村                       | 梓川村                      | 平成17年4月1日 松本市に編入  | 松本市 |
| 南 安 曇 郡 | 南大妻村     | 南大妻村     | 南大妻村               | 南大妻村               | 明治7年9月5日 倭村             | 倭村                                   | 倭村                       | 倭村                       | 昭和30年4月1日 梓川村       | 梓川村                                 | 梓川村                       | 梓川村                      | 平成17年4月1日 松本市に編入  | 松本市 |
| 南 安 曇 郡 | 北大妻村     | 北大妻村     | 北大妻村               | 北大妻村               | 明治7年9月5日 倭村             | 倭村                                   | 倭村                       | 倭村                       | 昭和30年4月1日 梓川村       | 梓川村                                 | 梓川村                       | 梓川村                      | 平成17年4月1日 松本市に編入  | 松本市 |
| 西 筑 摩 郡 | 奈川村       | 奈川村       | 奈川村                 | 奈川村                 | 奈川村                         | 奈川村                                 | 奈川村                     | 奈川村                     | 奈川村                      | 昭和23年6月1日 所属変更 南安曇郡奈川村 | 奈川村                       | 奈川村                      | 平成17年4月1日 松本市に編入  | 松本市 |

## 人口の推移
松本市の人口の推移
[単位：人] 5年おきの人口は太字になっている（近代の人口のはじめである1898年についても同様）。
| 年       | 人口                                    |
| -------- | --------------------------------------- |
| 江戸時代 | 2万弱（町人:12,000、武家人:7,000超）    |
| 1898年   | 30,743                                  |
| 1900年   | 37,593                                  |
| 1905年   | 34,121                                  |
| 1907年   | 31,866（市制施行）                      |
| 1910年   | 35,225                                  |
| 1915年   | 41,233                                  |
| 1920年   | 49,607                                  |
| 1925年   | 63,427（松本村を編入）                  |
| 1930年   | 72,165                                  |
| 1935年   | 73,353                                  |
| 1940年   | 72,793                                  |
| 1943年   | 74,010（中山村神田区を編入）            |
| 1945年   | 76,532                                  |
| 1950年   | 86,005                                  |
| 1954年   | 141,734（島内村他12か村を編入）         |
| 1955年   | 145,228                                 |
| 1960年   | 148,709（塩尻市内田、同市崖の湯を編入） |
| 1965年   | 154,131                                 |
| 1970年   | 162,931                                 |
| 1974年   | 183,761（本郷村を編入）                 |
| 1975年   | 185,577                                 |
| 1980年   | 190,056                                 |
| 1982年   | 194,204（塩尻市洗馬の一部を編入）       |
| 1985年   | 194,204                                 |
| 1990年   | 199,453                                 |
| 1995年   | 205,523                                 |
| 2000年   | 208,970                                 |
| 2005年   | 228,805（梓川村他3か村を編入）          |
| 2010年   | 242,541（波田町を編入）                 |
| 2015年   | 243,293                                 |
| 2020年   | 241,145                                 |

## 歴代首長
| 代（通算）       | 氏名               | 就任年月  | 退任年月   | 備考              |
| ---------------- | ------------------ | --------- | ---------- | ----------------- |
| 東筑摩郡松本町長 |                    |           |            |                   |
| 初代             | 菅谷(すがのや)司馬 | 1889年6月 | 1898年5月  | 旧・松本藩士      |
| 2                | 牧野岸治           | 1898年6月 | 1902年7月  |                   |
| 3                | 小里頼永           | 1902年7月 | 1907年4月  | 旧・松本藩士      |
| 松本市長         |                    |           |            |                   |
| 初代             | 小里頼永           | 1907年7月 | 1937年8月  |                   |
| 2                | 百瀬興政           | 1937年8月 | 1939年4月  |                   |
| 3                | 百瀬渡             | 1940年8月 | 1944年4月  |                   |
| 4                | 平林盛人           | 1944年7月 | 1945年3月  |                   |
| 5                | 平山泰             | 1945年7月 | 1946年3月  |                   |
| 6                | 赤羽幾一           | 1946年6月 | 1946年12月 | GHQにより公職追放 |
| 7                | 筒井直久           | 1947年4月 | 1951年4月  | 初の公選市長      |
| 8                | 松岡文七郎         | 1951年4月 | 1957年1月  |                   |
| 9                | 降旗徳弥           | 1957年3月 | 1969年3月  |                   |
| 10               | 深沢松美           | 1969年3月 | 1976年3月  |                   |
| 11               | 和合正治           | 1976年3月 | 1992年3月  |                   |
| 12               | 有賀正             | 1992年3月 | 2004年3月  |                   |
| 13               | 菅谷(すげのや)昭   | 2004年3月 | 2020年3月  |                   |
| 14               | 臥雲義尚           | 2020年3月 |            |                   |